# Magyar operaénekesek listája
Ez a lista a magyar operaénekeseket tartalmazza.
| Ábécé szerinti tartalomjegyzék                                                                           |
| --- |
| A, Á B C Cs D Dz Dzs E, É F G Gy H I, Í J K L Ly M N Ny O, Ó Ö, Ő P Q R S Sz T Ty U, Ú Ü, Ű V W X Y Z Zs |

## A, Á
- Anneli Aarika (1924–) alt
- Ádám Zsuzsanna (1960–) szoprán

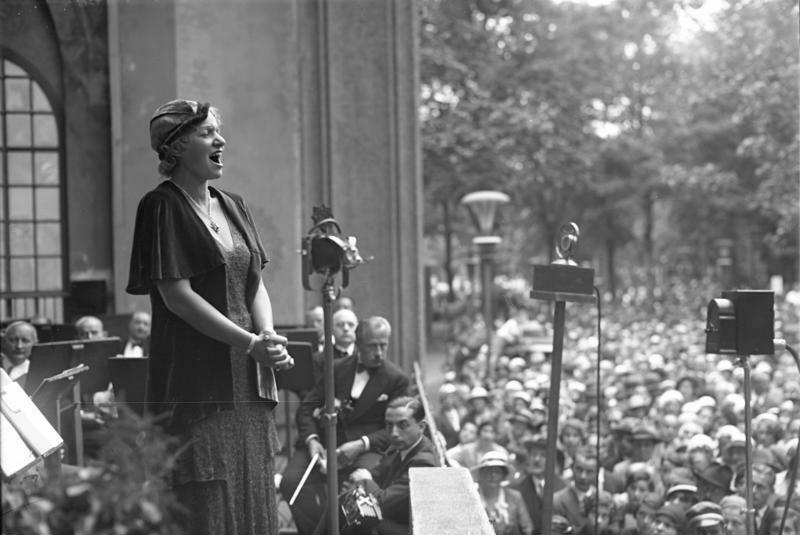
Alpár Gitta

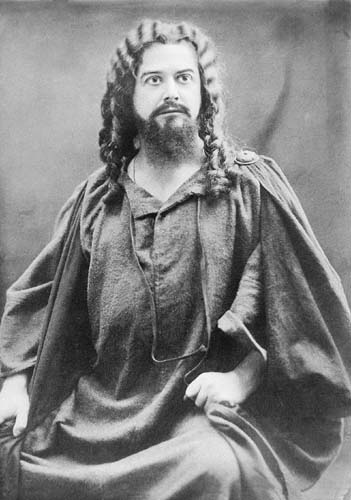
Georg Anthes

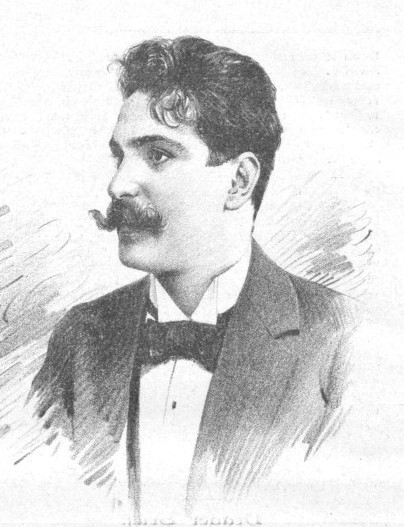
Arányi Dezső

- Adler Adelina (1888–1976) koloratúrszoprán
- Ágai Karola (1927–2010) szoprán
- Aggházy Melinda (1891–1970) mezzoszoprán
- Ágoston Edith (1934–) szoprán
- Ágoston László (1986–) bariton
- Airizer Csaba (1943–) basszus
- Albert Annamária (1926–2016) szoprán
- Albert Erzsi (1886–1960) mezzoszoprán
- Albert Miklós (1939–) tenor
- Albert Tamás (1958–2009) tenor
- Werner Alberti (1863–1934) tenor
- Alföldi Irén (1874–) szoprán
- Alpár Gitta (1903–1991) szoprán
- Altorjay Tamás basszus
- Alváry Lőrinc (Lorenzo Alvary, 1909–1996) basszus
- Ambrus Ákos (1961–) bariton
- Ambrus Imre (1960–) tenor
- Anday Piroska (Rosette Anday, 1899–1977) alt, mezzoszoprán
- Andor Éva (1939–2014) szoprán
- Andrássy Frigyes (Nádi Frigyes, Neuenstein Frigyes, 1958–) basszus
- Andrássy Krisztina (1976–) szoprán
- Angerer Margit (1903–1978) szoprán
- Angyal Nagy Gyula (1914–1993) tenor
- Antalffy Albert (1924–2013) basszus
- Georg Anthes (Anthes György, 1863–1922) tenor
- Arányi Dezső (Desider Aranyi, 1859–1923) tenor
- Ardó Mária (1956–) szoprán
- Árkossy Vilmos (Krebner Vilmos János, 1870–1956) tenor, színész
- Asszonyi László („a magyar népdalénekesek királya”, 1882–1934) bariton, színész, színigazgató
- Asztaller Irma (1865–?) szoprán

## B

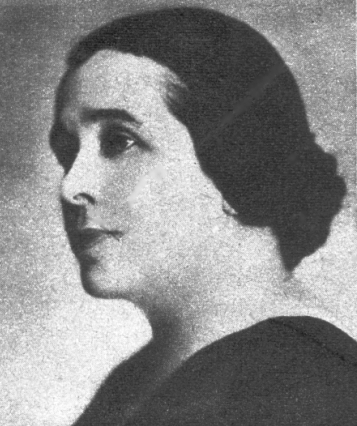
Basilides Mária

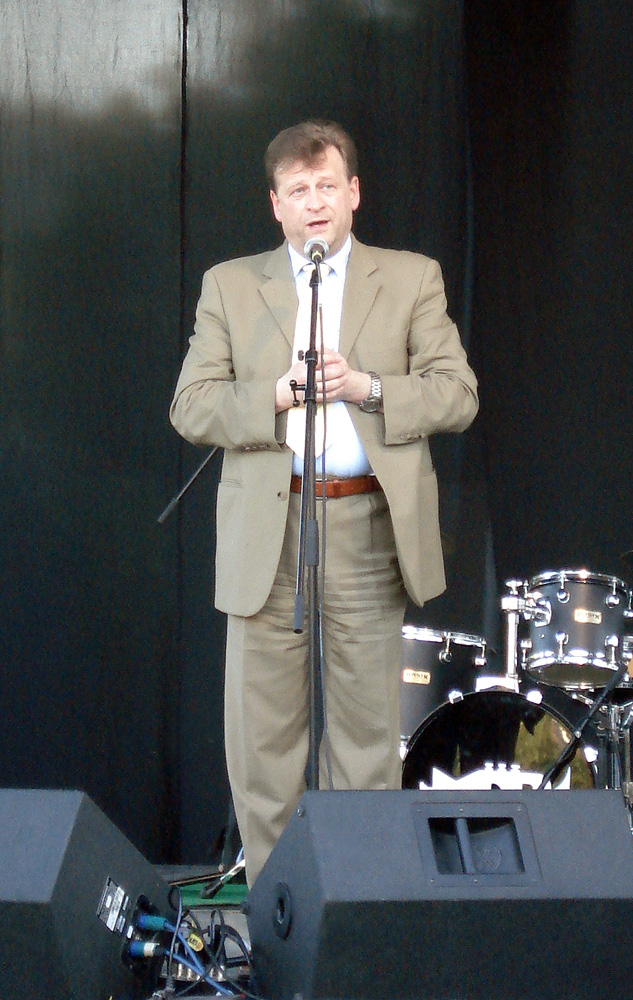
Bátor Tamás

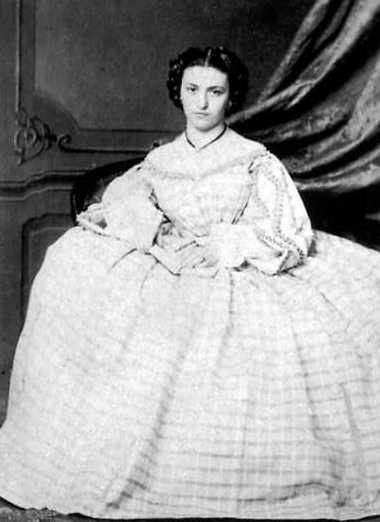
Bettelheim Caroline

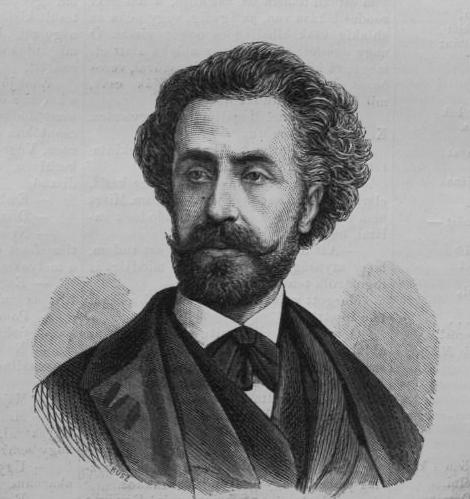
Bignio Lajos

- Babits Vilma (Vályi Béláné, Vályiné Babits Vilma, 1891–1975)
- Bach B. Albert (1844–1912)
- Bacskay Csilla (1952–) alt
- Bácskay Julcsa (1861–1945) szoprán
- Bajtay Horváth Ágota (1949–) szoprán
- Bakó Antal (1965–)
- Bakonyi Anikó (21. század) szoprán
- Bakonyi Ilona (1870–1925 után) szoprán
- Bakonyi Marcell (1980–) basszbariton
- Bakos Kornélia (21. század) mezzoszoprán
- Balatoni Éva (1957–) mezzoszoprán
- Balay Mária
- Balczó Péter (1983–) tenor
- Balga Gabriella (Gabriela Balgová, 1986–) mezzoszoprán
- Bálint Ilona (1938–) szoprán
- Balog Tímea (1978–) szoprán
- Balogh Eszter
- Balogh Éva (1924–) szoprán
- Balta Károly (Szirovatka, 1867–1920 után) tenor
- Bán Elemér (1917–2019) tenor
- Bándi János (1953–) tenor
- Bánó Irén (1884–1965) szoprán
- Barabás Sári (1914–2012) szoprán
- Bárány-Paál László (1952–) basszus
- Baráth Emőke (1985–) szoprán
- Bárdi Sándor (1943–2009) tenor
- Bárdos Anna (1928–1996) szoprán
- Bárdossy Ilona (1870–1933) szoprán
- Barlay Zsuzsa (1933–) mezzoszoprán
- Bársony Dóra (1888–1972) alt és mezzoszoprán
- Martin Bárta (1967–) bariton
- Bartha Alfonz (1929–2013) tenor
- Bartóky Matild (Matilda de Bartóky, 1873–1917 után) nótaénekes is
- Vittorina Bartolucci (1859–1915) mezzoszoprán, alt
- Basilides Mária (1886–1946) alt
- Basilides Zoltán (1918–1988) színész is
- Báthy Anna (1901–1962) szoprán
- Bátki Fazekas Zoltán (1968–) bariton, költő
- Bátor Tamás (1960–) basszus
- Bátori Éva (1963–) szoprán
- Bazsinka Zsuzsanna (1965–) szoprán
- Beck János Nepomuk (Johann Nepomuk Beck, 1827–1904) bariton
- Beck Vilmos (Wilhelm/William Beck, 1869–1925) bariton
- Bede-Fazekas Csaba (1933–) bariton
- Bedő István bariton
- Beermann Stefánia (?–1885 ?) szoprán
- Begányi Ferenc (1937–2000) basszus
- Bellai Eszter (1956–) szoprán
- Belohorszky Sári (1938–1994) szoprán
- Bély Hermin (?–1919 körül) szoprán
- Bencze Judit (20. század közepe)
- Bencze Miklós (1911–1992) basszus
- Bende Zsolt (1926–1998) bariton
- Bendiner Heddy (1885–1970) szoprán
- Benedekffy Katalin (1977–) szoprán
- Benedetti Mária (1909–?) mezzoszoprán
- Benei Katalin (1955–) mezzoszoprán
- Benes Ida Paula (1866–1931)
- Benkő Etelka (Ambrus Zoltánné; 1877–1921) szoprán
- Benza Györgyi (Georgina von Benza) szoprán
- Benza Ida (1846–1880) drámai szoprán
- Benza Károly (Schumbenza, 1811–1872) basszus
- Beöthy-Kiss László (1969–) tenor
- Berceli Tibor (Mrávik, 1921–1987) basszbariton
- Berczelly István (1938–) basszbariton
- Berdál Valéria (1933–2003) szoprán
- Bernáth Éva (21. század) szoprán
- Berkes János (1946–) tenor
- R. Berts Mimi (?1864–?1946) mezzoszoprán
- Bettelheim Caroline (1845–1925) alt
- Bianca Bianchi (Schwarz Berta, 1858–1947) koloratúrszoprán
- Bignio Lajos (1839–1907) bariton
- Bihar Sándor (1885–1915) basszus
- Bihari Tóth Zsuzsanna (1944–) mezzoszoprán
- Bihóy Zóra (1895–1977) szoprán
- Biri Gergely tenor
- Birkás Lilian (1916–2007) szoprán
- Birta Gábor (1983–) kontratenor
- Blätterbauer Gizella (1870–1939) szoprán
- Bobanj Rebeka (1981–) szoprán
- Bodányi László (Ladislaus von Bodanyi, 1853–1935)
- Bódi Marianna mezzoszoprán
- Bodó Erzsi (1899–1957) szoprán
- N. Bodor Karola (1884–1956)
- Bodorfi Henrik (1824–1875) bariton
- Bodó Vass Éva (1947–) mezzoszoprán
- Bódy József (1922–1985) basszus
- Bognár Ignác (1811–1883) tenor, zeneszerző
- Bognár Vilma (1845–1904) drámai és koloratúrszoprán
- Bogya Róza (1835–1919) szoprán
- Bogyó Alajos (1834–1906) tenor, színész, színigazgató
- Bokor Jutta (1955–) mezzoszoprán
- Bokor Margit (1905–1949) szoprán
- Bolla Tibor (1926–2019) bariton
- Boncsér Gergely (1984–) tenor
- Bordás György (1937–2001) bariton
- Boros Jolán (1914–1997) szoprán, nótaénekes is
- Boross Csilla (21. század) koloratúrszoprán
- Borsos Edith Csilla
- Borsos Károly (Borsós, 20. század közepe)
- Brassói-Jőrös Andrea szoprán
- Brenner Jenny (1835 ?–?) szoprán
- Bretz Gábor (1974–) basszbariton
- Brickner Szabolcs (1980–) tenor
- František Broulík (Broulik Ferenc, 1853–1930) tenor
- Budai Izsó (1875–1962)
- Budai Lívia (1950–) mezzoszoprán
- P. Budanovits Mária (1894–1976) alt, érdemes művész (1954)
- Buday Mária (1906–1951 után) hangversenyénekes is
- Karel Burian (Burián Károly, Carl Burrian, 1870–1924) hőstenor
- Busa Tamás (1955–2021) bariton

## C
- Hedwig Camil (Jadwiga Camillowa, 1867–1914) koloratúrszoprán
- Carelli Gábor (Krausz Gábor Pál, 1915–1999) tenor
- Carina Anna (1839–1885) szoprán
- Celeng Mária (1988–) szoprán
- Cervi Anna (19.–20. század fordulója)
- Clementis Tamás (1962–) basszbariton
- Czakó Mária (1934–2019) drámai szoprán
- Czanik Zsófia (1920–1998) drámai szoprán
- ljuboviai Czeisberger Mária (Czeissberger, 1894–1971) mezzoszoprán
- Czobel Károly (Carl Cobel, 1852–1906) tenor
- Czövek István (Stephen Czovek, 1924–2006)

## Cs

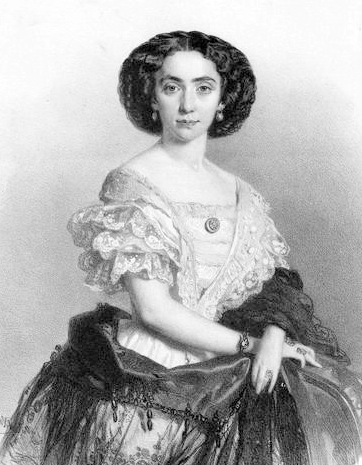
Csillag Róza

- Csabay László (Leslie Chabay, 1907–1989) tenor
- Csák József (dr. Szincsák József) (1946–) tenor
- Csáki Ágnes (1955–) koloratúrszoprán
- Csánky Erzsébet (1900–1953)
- Csányi János (1931–2024) tenor
- Csavlek Etelka (1947–) szoprán
- Cseh Antal (1978–) basszbariton
- Cselóczki Tamás (1974–)
- Csengery Adrienne (1946–) szoprán
- Cser Krisztián (1977–) basszus
- Cser Tímea (1919–2016) szoprán
- Csereklyei Andrea (1971–) szoprán
- Cserhalmi Ferenc (1962–) basszus
- Cserhát Zsuzsa (Susanne Corda, 1928–1969) szoprán
- Cserna Ildikó (1974–) szoprán
- Csiki Gábor (1974–) tenor
- Csillag Róza (1832–1892) mezzoszoprán
- Csóka Béla (1898–1972) bariton
- Csoma Mária (1944–2023) szoprán
- Csonka Zsuzsanna (1956–) szoprán
- Csordás Klára mezzoszoprán, zenetudós
- Csurja Tamás (1959–1989) bariton

## D
- Dalnoki Béni (1838–1914) tenor

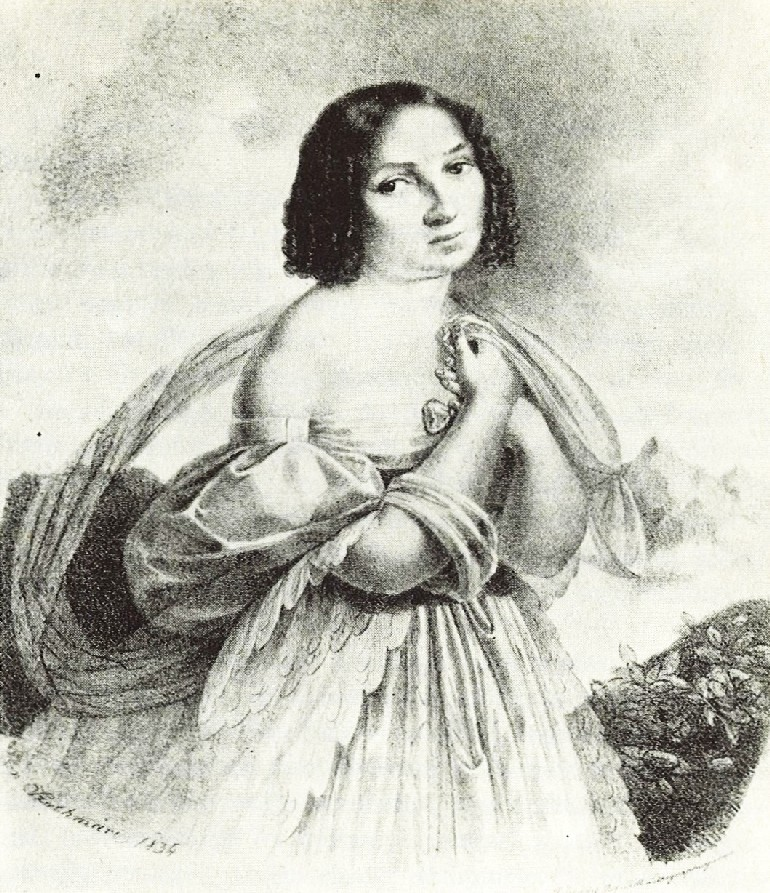
Déryné Széppataki Róza

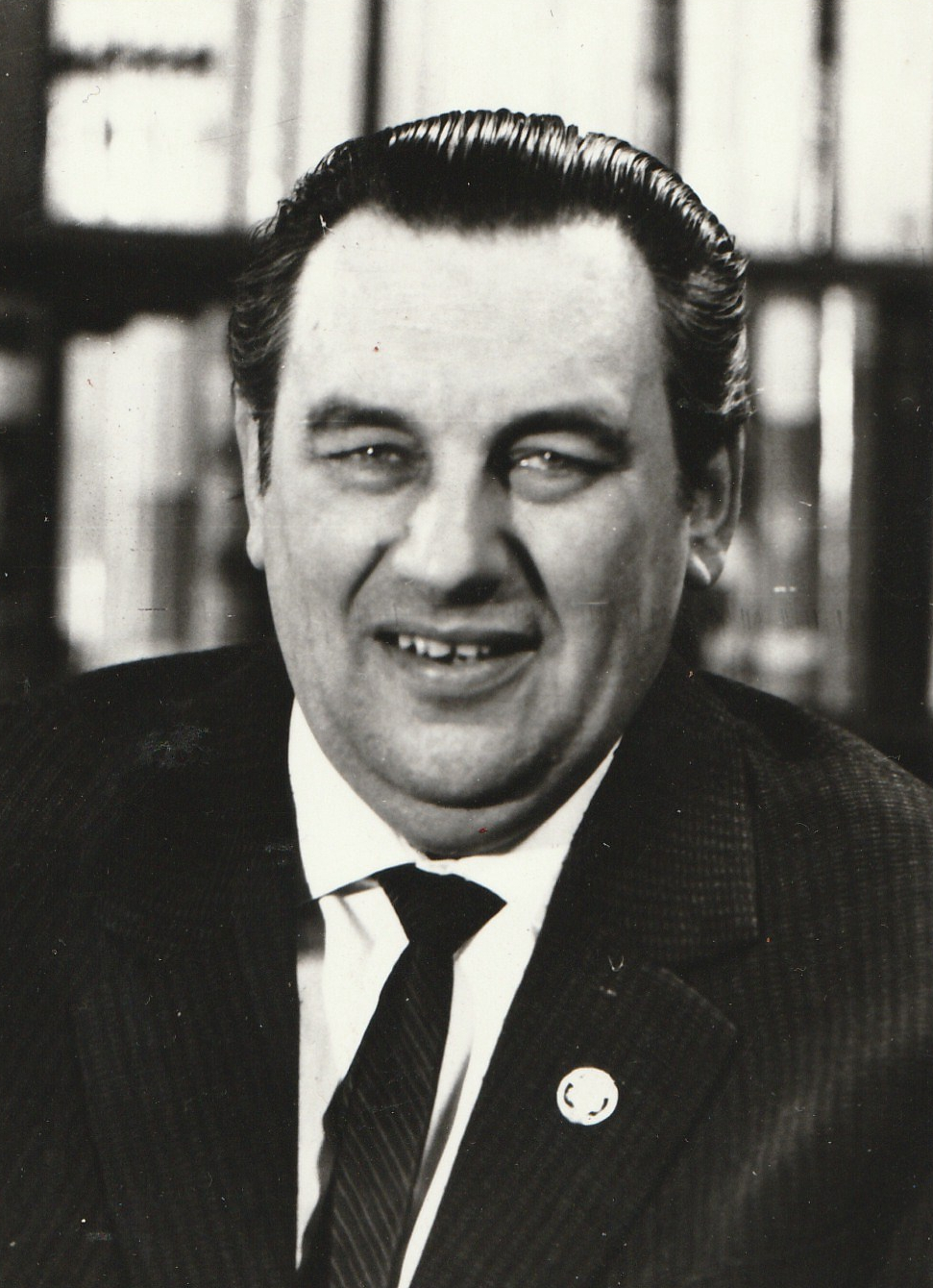
Domahidy László

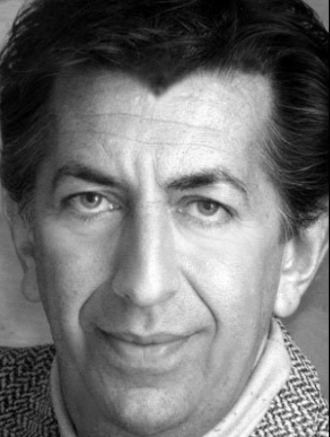
Domahidy László

- Dalnokiné Konti Fáni (1842–1908) alt
- Dalnoky Viktor (1866–1955) bariton
- Danczkay Sarolta (1876–?)
- Dárday Andor (1914–1986) basszbariton
- Daróczi Tamás (1954–) tenor
- Darvas Ibolya (1905–1990) koloratúrszoprán
- Deáki Filep Sámuel (1784–1855) operaénekes, műfordító
- De Caux Mimi (1825–1906) koloratúrszoprán
- Decsi Ágnes (1953–) szoprán
- De Grach Gyula (1858–1919)
- Dékán Jenő (1984–)
- Delej Emil (1865–1901 után)
- Delly Rózsi (1912–2000) szoprán
- Dene József (1938–) basszbariton
- Dénes Zsuzsanna (1957–) szoprán
- Derecskei Zsolt (1951–) tenor
- Déri Jenő (1869–1942) tenor
- Déry Gabriella (1933–2014) szoprán
- Déryné Széppataki Róza (1793–1872) szoprán
- Derzsi György (1973–) tenor
- Dessewffy Izabella („Sopron csalogánya”, 1896–1975)
- Deszkasew István (19. század második fele)
- Dévay Janka (Kurzweil, 1881 előtt–1916 után)
- Diósy Edit (1894–1948)
- Diósyné Handel Berta (1869–1927) mezzoszoprán
- Divéky Zsuzsa (Pfanzelt Zsuzsanna, 1926–2013) mezzoszoprán
- Dobay Lívia (1912–2002) szoprán
- Dobos Sándor (1971–) basszus
- Dobránszky Zsuzsa (1941–) szoprán
- Domahidy László (1920–1996) basszus
- Domahidy László (1958–) basszus
- Doppler Ilka (1861–1894) drámai szoprán
- Dósa Mária (1914–1980) mezzoszoprán
- Dömötör Ilona (Demeter, 1885–1966) mezzoszoprán
- Ducza Nóra (21. század) szoprán
- Dunszt Mária (1936–1994) szoprán
- Durigo Ilona (dr. Kasics Ozmánné, 1881–1943) mezzoszoprán

## E, É

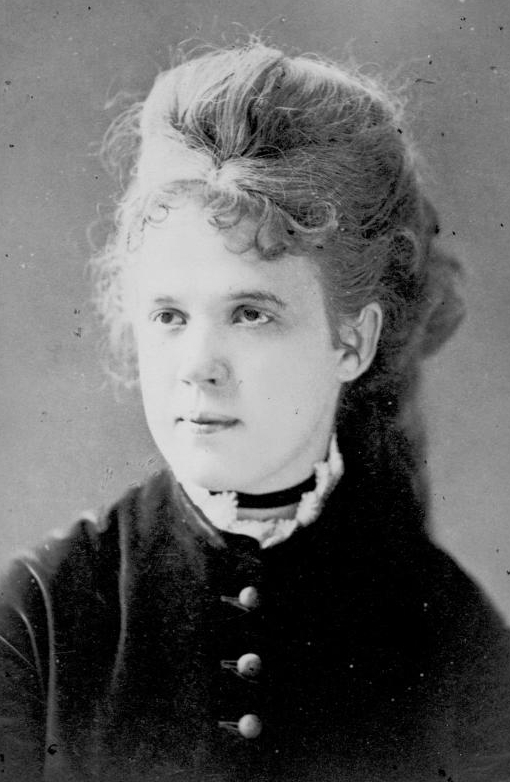
Ehnn Berta

- Eckstein Gyula (Szegedi, 19.–20. század)
- Éder Lujza/Aloyzia (19. század) mezzoszoprán
- Eggerth Márta (Marta Eggerth, 1912–2013) koloratúrszoprán
- Egressy Béni (Galambos Benjamin, 1814–1851) tenor, zeneszerző, színész
- Egri László (1954–) bariton
- Egri Sándor (1957–) bariton
- Ehnn Berta (Bertha Ehnn[-Sand], 1845–1932) szoprán, mezzoszoprán
- Eibenschütz Johanna (Gmehling Hermanné, 1862–1919) szoprán
- Eibenschütz Riza (1870–1947)
- Eitler Irma (1855–?)
- K. Eitner Irén (noszlopi Noszlopy Aba Tihamérné, 1898–1978) szoprán, nótaénekes, énektanár is
- Elek Éva (20. század) mezzoszoprán
- Elek Szidi (Ekker Szidónia, 1902–1968) alt
- Ellinger József (1820–1891) tenor
- Ellingerné Engst Teréz (?–1898) szoprán
- Engel József
- Ercse Margit (1939–2019) mezzoszoprán
- Erdei Gyula (1928–1986) tenor
- Erdész Zsuzsa (1933–2006) koloratúrszoprán
- Erdős Richárd (1881–1912) basszus
- Erkel Lajos (1850–1906) tenor
- Ernster Dezső (1898–1981) basszus
- Eszéki Zsuzsa (20. század második fele) szoprán
- Eszenyi Irma (1921–2000) mezzoszoprán

## F
- Fábry Edit (1923–1990)

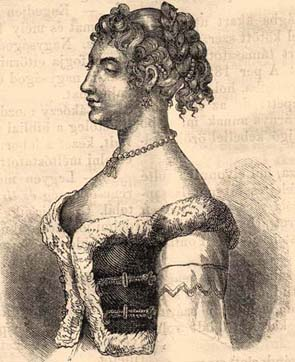
Fodor Jozefin

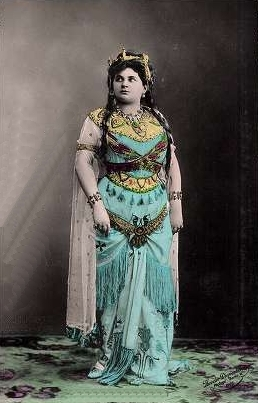
Fodorné Aranka

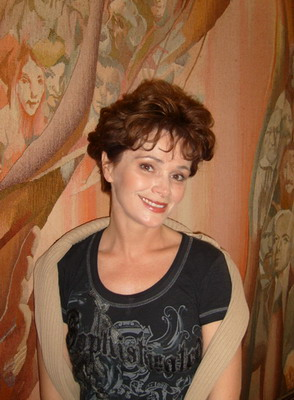
Frankó Tünde

- Faragó András (1919–1993) basszbariton
- Farkas András (1991-) tenor
- Farkas Anna
- Farkas Éva (1940–2013) alt
- Farkas Gábor (1970–) basszus
- Farkas Ilonka (1914–1999)
- Farkas Katalin (1954–) szoprán
- Farkas Rose-Marie (1964–) koloratúrszoprán
- Farkas Sándor (1888–1970) bariton
- Farkasréti Mária (21. század) szoprán
- Fehér Pál (1900–1959) tenor
- Fehérvári Mari (1837 k.–1886) szoprán
- Fekete Attila (1973–) tenor
- Fekete Pál (1900–1959) tenor
- Fekete Veronika (1958–) drámai koloratúrszoprán
- Fektér Ferenc (1832 körül–?) tenor, bariton
- Felber Gabriella (1961–) szoprán
- Felbér Mária (?–1892) szoprán
- Fellner Ferenc (1900–1966)
- Fers Márta (1966–) szoprán
- Fertály Katalin (1982-) szoprán
- Feszty Ella (Ella Flesch, 1900–1957)
- Flattné Gizella (Győrffy Gizella, 1870–1943) mezzoszoprán
- Fleissig Mariska (pándi Horváth Zsigmondné, 19. század–1910 után) mezzoszoprán
- Fodorné Aranka (1885–1931) alt
- Fodor Beatrix szoprán
- G. Fodor Margit (1986–) szoprán
- Fodor János (1906–1973) basszbariton
- Fodor Josephine (1789–1870)
- Fogel László (1940-) basszbariton
- Fónagy Gertrúd mezzoszoprán
- Fonyó Barbara (1972–) szoprán
- Forgács Éva (1933–2022) szoprán
- Forgács Júlia (1946–) szoprán
- Földi András (Andrew Földi, 1926–2007) basszus
- Frankó Tünde (1966–) szoprán
- Fried Péter (1960–) basszus
- Fokanov Anatolij (1948–) bariton
- Fried Péter (1960–)
- Frikk Fülöp (19. század) bariton
- Fuchs Don (19. század)
- Futtakyné Pewny Irén → Pewny Irén
- Fülep Máté (1986–) bariton
- Fülöp Attila (1942–) tenor
- Fülöp Zsuzsanna (1969–) szoprán
- Füredi Mihály (Aszalkovics, 1816–1869) bariton

## G

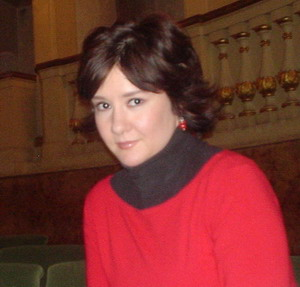
González Mónika

- Gábor Artemisz (1936–2022) koloratúrszoprán
- Gábor Géza (1972–) basszus
- Gábor József (1879–1929) tenor
- Gábos Nelly (1868–1940) szoprán
- Gafni Miklós (Vári-Weinstock, Weinstock, 1923–1981) tenor
- Gál Erika (1977–) mezzoszoprán
- Gál Gabi szoprán
- Gálffy Attila
- Galsay Ervin (1923–1976) basszus
- Gáncs Edit (Edith Gabry[-Kertész], 1927–2012) szoprán
- Gárday Gábor (1946–) bariton
- Gari Gyula (Giulio Gari, 1909–1994) tenor
- Gassi Ferenc (Glatz, 1850–1896) tenor
- Gáti István (1948–) bariton
- Geiger Lajos basszbariton
- Gémes Katalin (1961–) mezzoszoprán
- Gencsy Sári (1929–2008) szoprán
- Gera István (1920–1963 után) tenor
- Gerdesits Ferenc (1947–) tenor
- Gere Lola (Gaizler, 1897–1967) mezzoszoprán
- Gerő Erzsi (1895 [?1896]–?)
- Gerster Etelka (1855–1920) szoprán
- Geszty Sylvia (1934–2018) koloratúrszoprán
- Gleviczky Irén (1885–1956)
- Goda Gizella (1900–1961) koloratúrszoprán
- Gombos Éva (Eva Krasznai-Gombos, 1933–2015) mezzoszoprán, énektanár
- Gonda Anna (1947–2013) alt
- González Mónika (?) szoprán
- Gödry Kató (1900–1984) szoprán
- Göncz Renáta (1991–) szoprán
- Gönczi László (1907–1979) basszbariton
- Göndöcs József (1919–2005) tenor
- Gradsach Zoltán bariton
- Gregor József (1940–2006) basszus
- Grill János (19. század) tenor
- Gulyás Dénes (1954–) tenor
- Gurbán János (1956–) bariton
- Gurszky János (1936–) tenor
- Gusztinyi Júlia (?–1849) szoprán

## Gy
- Gyapjas Tibor (1949–) bariton
- miklósvári Gyenge Anna (1893–1989) szoprán
- Gyimesi Kálmán (1933–2025) bariton
- Győrfi István tenor
- Györgyfi József (1939–2024) tenor
- Györgyné Zsófia (Györgyné Fischer Zsófia, 1859–1905) szoprán
- Gyulay Edit
- Gyurkovics Mária (1913–1973) koloratúrszoprán

## H

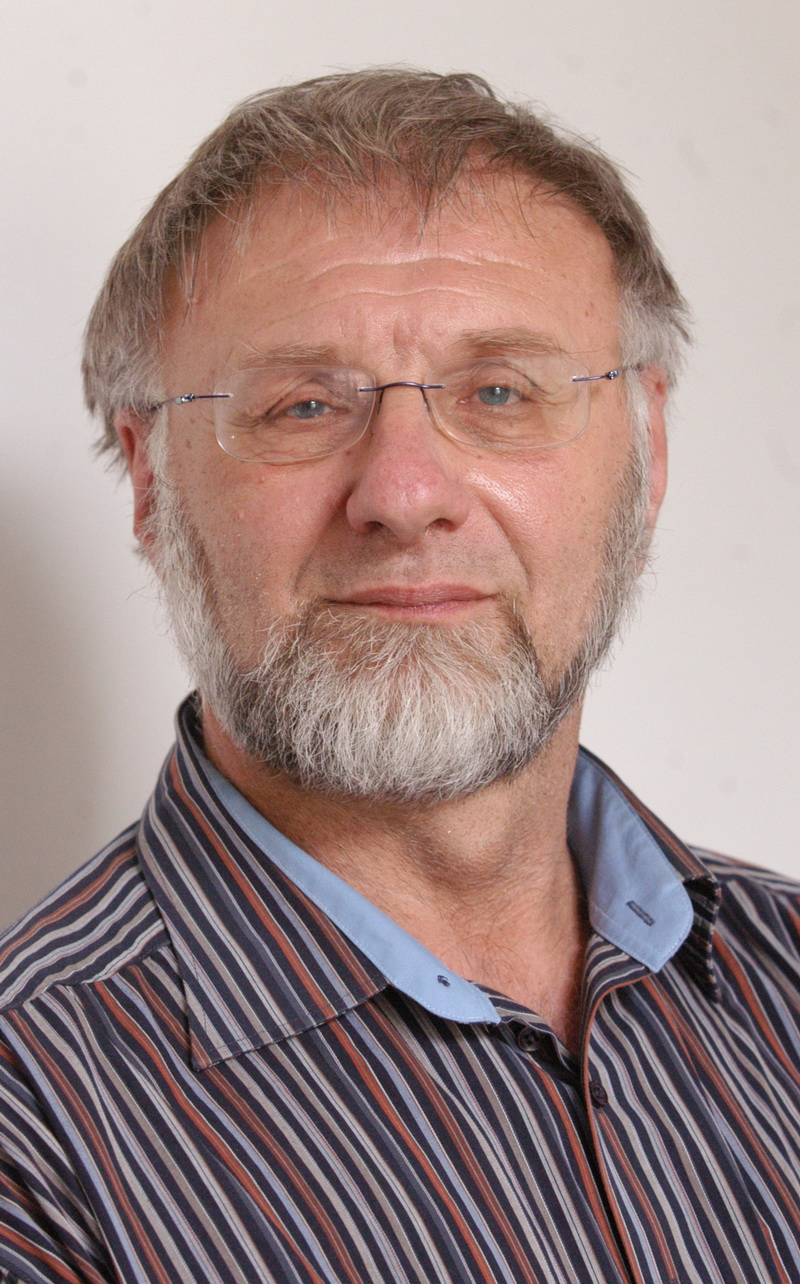
Hantos Balázs

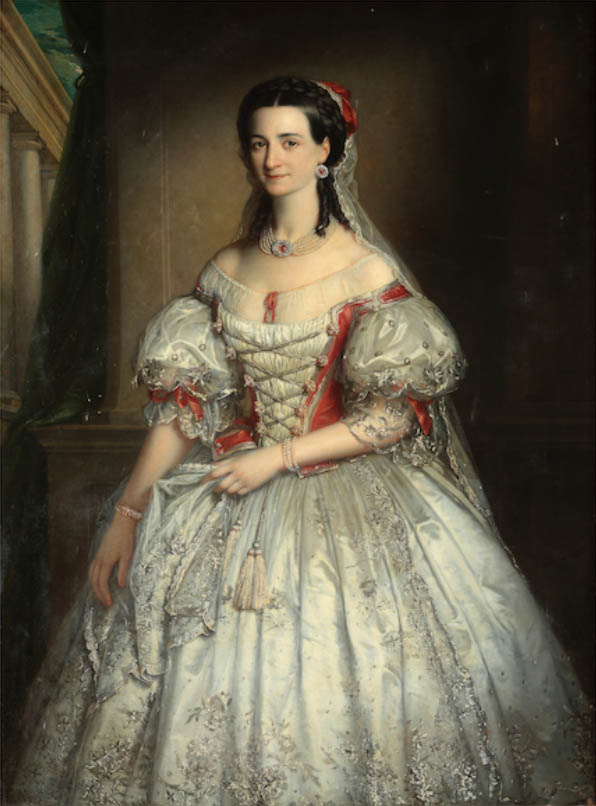
Hollósy Kornélia

- Hábetler András (1973–) basszbariton
- Haja Zsolt (1983–) bariton
- Hajdú Franciska (20.–21. század)
- Hajdú Ilona (1883–1976) szoprán
- Hajmássy Ilona (Ilona Massey, 1910–1974) szoprán
- Hajnóczy Júlia (1977–) szoprán
- Hajós Bálint (20. század első fele)
- Hajós Zsigmond (1839–1911) tenor
- Halász Éva (1927–)
- Halász Gitta (1896–1968) szoprán
- Halmos János (1887–1961) tenor
- Hamari Júlia (1942–) mezzoszoprán
- Hámori Szabolcs basszbariton
- Hámory Imre (1909–1967) bariton
- Hankiss Ilona (1935–) szoprán
- Hannig Attila (1967–)
- Hantos Balázs (1944–) basszus
- Harmath Emma (1843–1915)
- Harmath Éva (1930–) szoprán
- L. Haselbeck Olga (1884–1961) drámai szoprán
- Havas Gyöngyike (1888–1942)
- Haynal Elma (Elma von Haynal, 1895–1978)
- Házy Erzsébet (1929–1982) szoprán
- Hegedűs Ferenc (1856–1929) basszus
- Hegedűs József (1941–) tenor
- Hegyi Adorján (1929–) basszus
- Heiter Melinda (1980–) mezzoszoprán
- Mira Heller (Mira Olszewska, 1866–1920 után) szoprán
- Heltai Ida (1901–?) szoprán
- Henszler Helén (Mosch Béláné, 1857–1909 után))
- Hercz Péter (1954–) basszbariton
- Herczenik Anna (1977–)
- Hertelendy Rita koloratúrszoprán
- Hilgermann Laura (1869–1937) alt
- Hofbauer Zsófia (Baronekné, 1840–1916) alt
- Hollai Béla (1896–1966)
- Hollósy Kornélia (Lonovicsné, A magyar csalogány, 1827–1890)
- Honigberger Hardy Helén
- Horányi Karola (20. század első fele)
- Hormai József (Hormai-Horváth, Horváth József, 1941–) tenor
- Horváth Ádám (1973–) basszbariton
- Horváth Ákos (1865–?)
- Horváth Bálint (1937–2020) tenor
- Horváth Eszter (1938–) szoprán
- Horváth Imre (1911–1973)
- Horváth István (1980–) tenor
- Horváth László (1906–1975) basszus
- Hotter József
- Hruby Edith (21. század) szoprán
- Huber Ida (1836–1869) szoprán
- Hubert Etel (1895–?)
- Human Olga (1848–1870) koloratúrszoprán
- Huszka Rózsi (1909–?)

## I, Í
- Ignáth Gyula (1906–?)
- Illés Éva (1929–2010)
- Ilosfalvy Róbert (1927–2009) tenor
- Ilosvay Mária (1986–) mezzoszoprán
- Irlbeck Borbála
- Iván Ildikó (1959–) szoprán
- Iván József (1925–2012) tenor

## J
- Jablonkay Éva (1939–2010) alt
- Jákó Béla (1895–1935 után) basszus
- Jámbor László (1911–1995) bariton
- Jánosi Péter (1940–) basszus
- Járay József (1913–1970) tenor
- Jasper Bella (1933–1992) koloratúrszoprán
- Jász Klári (1949–) mezzoszoprán
- jekel- és margitfalvi Jekelfalussy Albert (1825–?) tenor
- Jekl László (1957–) basszbariton
- Jeney Klára (20. század első fele)
- Joksch Irma (1880–1970)
- Joób Zsigmond (?–1847) tenor
- Joviczky József (1918–1986) tenor
- Juhász József (1931–) tenor
- Juhász Pál (1924–) tenor

## K
- Kirkósa Orsolya (1974-) szoprán

- Kabdebó Mária
- Kaczér Margit (1874–1951) szoprán

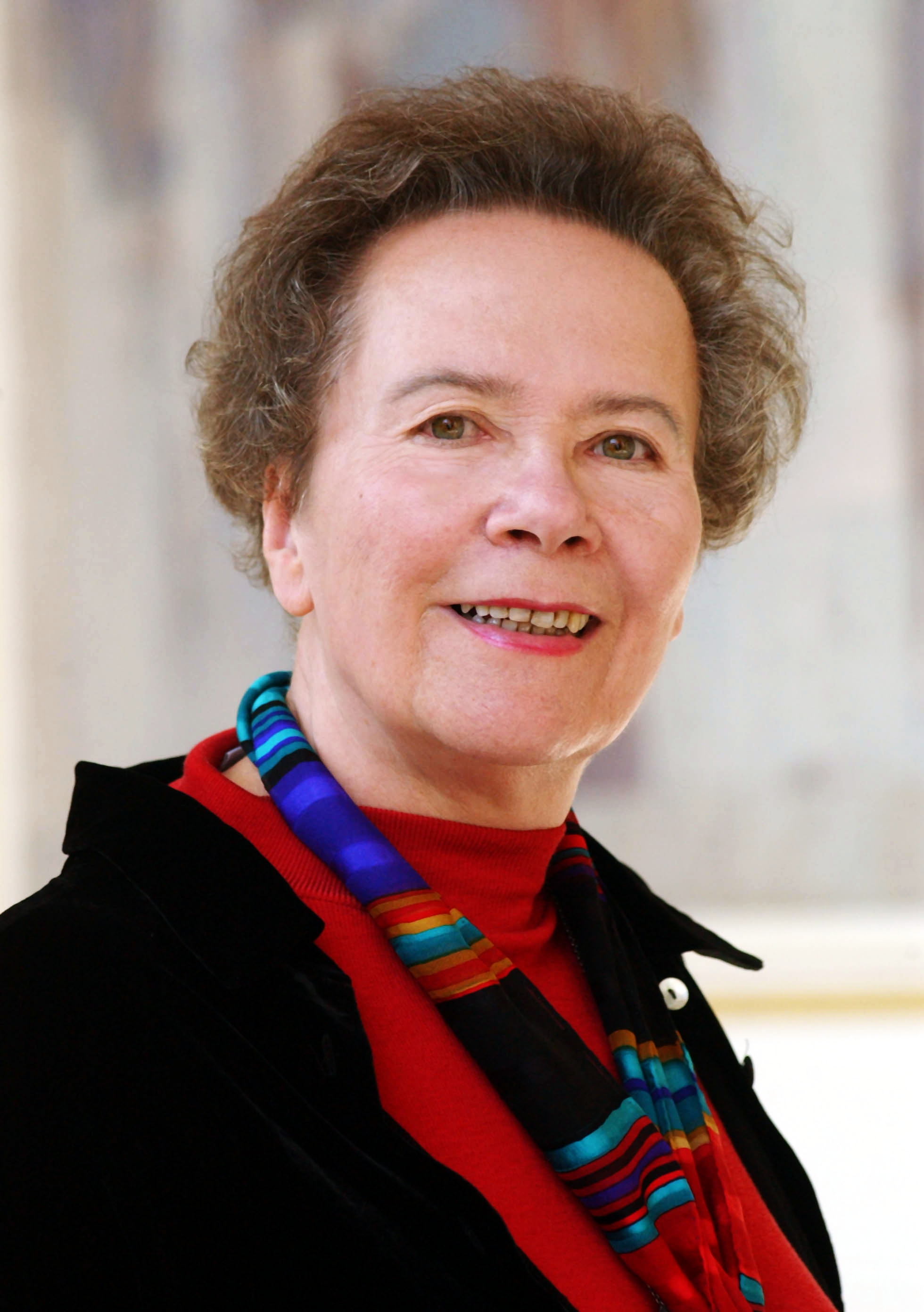
Karikó Teréz

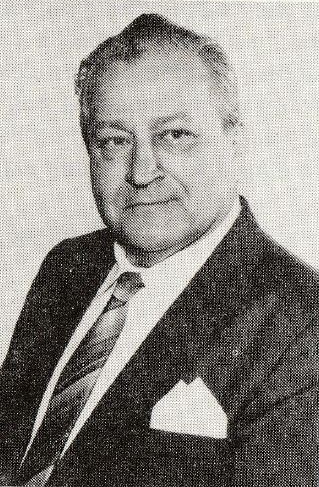
Karizs Béla

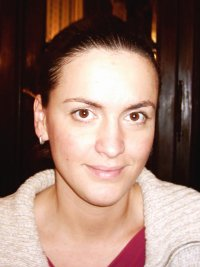
Keszei Bori

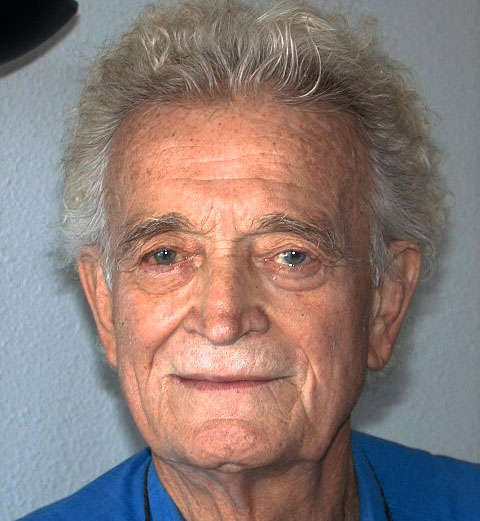
Kónya Sándor

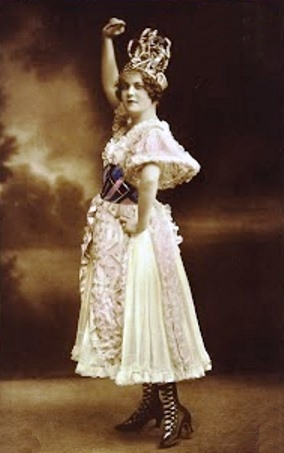
Kosáry Emma

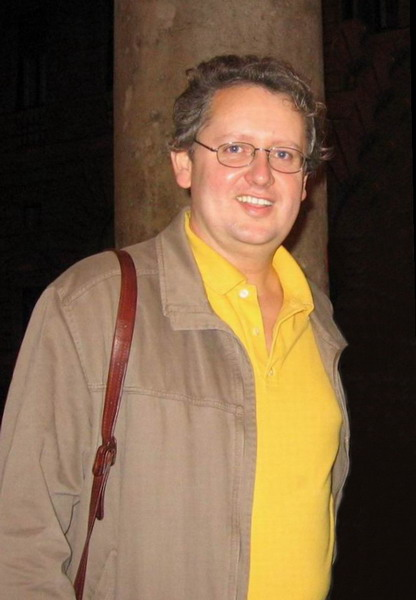
Kovácsházi István

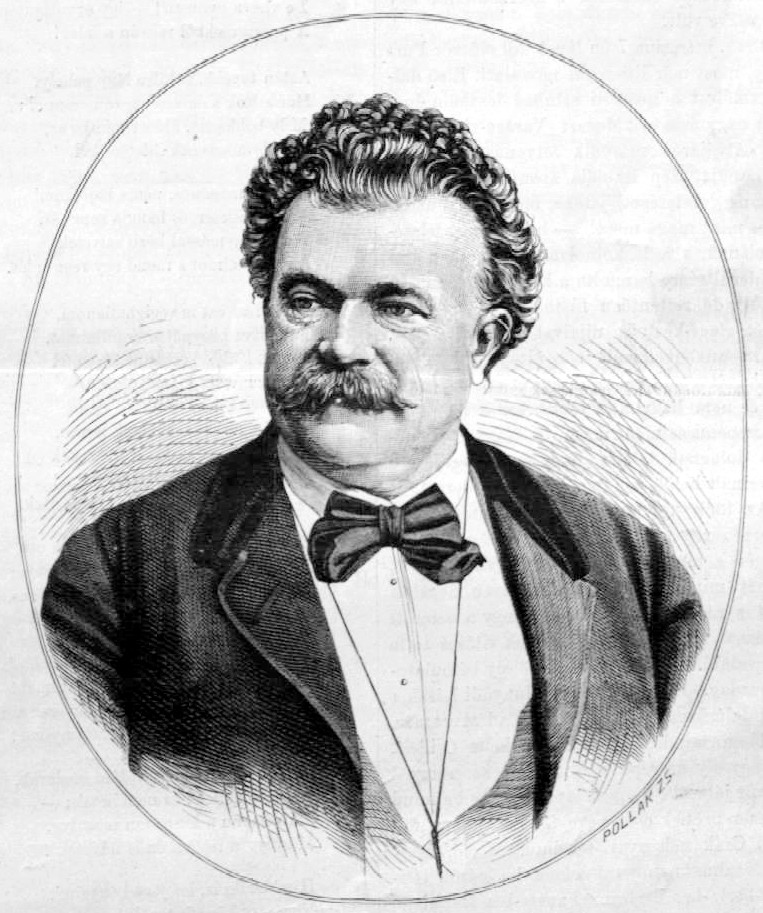
Kőszeghy Károly

- Kaiser-Ernstné Jozefin (1820 körül–1873)
- Káldi Kiss András (1963–) bariton
- Káldi Rita
- Kállai Bori (1948–) szoprán
- Kállay Gábor (1953–) tenor
- Kálmán Oszkár (1887–1971) basszus
- Kálmán Péter (1970–) bariton
- Kálmán Tamás izr. kántor is
- Kálmándi Mihály (1959–) bariton
- Kalmár Magda (1944–) szoprán
- Kann Malvin (Kánn Malvina, Bródy Imréné, 1866 [?1873]–1945)
- Karácsonyi Illy (1900–?)
- Karikó Teréz (1932–) szoprán
- Karizs Béla (1930–2001) tenor
- Kárpáth Lajos (Ludwig Karpath, 1866–1936) zenekritikus is
- Kárpáth Rezső (Friedmann, Kárpát, 1872–1918) basszus
- Kárpáti Attila (1950–) basszus
- Kárpáti Ernő (1931–2013)
- Kassai János (1916–1972) bariton
- Kasza Katalin (1942–) szoprán
- Katona Judit alt
- Julius Katona (Katona Gyula, 1902–1977) tenor
- Katona Lajos (1913–1995) basszbariton
- Kecskés Sándor (1943–) tenor
- Kelemen Zoltán (1926–79) basszbariton
- Kelemen Zoltán (1970–) bariton, basszbariton
- Kelen Péter (1950–) tenor
- Kelen Tibor (1937–2001) tenor
- magyargyerőmonostori br. Kemény Klió (1929–2000) mezzoszoprán
- hagyárosi Kendelényi Fanny (Hollós Lászlóné, 1847–1871) alt, szoprán
- kunsági Kenedich Kálmán (1862–1944) tenor, gyógyszerész
- Kenesey Gábor (1948–2014) basszus
- Kenéz Ernő (1922–1998) tenor
- Kerekes Gábor (1925–)
- Kersics Anka (1921–1997)
- Kertesi Ingrid (1957–) szoprán
- Kertész Mónika mezzoszoprán
- Kertész Ödön (1870–1928) tenor
- Kertész Tamás (1949–2006) bariton
- Kertész Vilmos (Wilhelm Kertész, 1885–1940) izr. kántor is
- Keszei Bori (1971–) szoprán
- Kincses Károly (1948–) színész is
- Kincses Veronika (1948–) szoprán
- Király Miklós (1959–) basszus
- Király Sándor (1910–1995) bariton
- Kirkósa Júlia (1947–) szoprán
- Kishegyi Árpád (1922–1978) tenor
- Kiss András basszus
- Kiss-B. Atilla (1963–) tenor
- Kiss Béla (1853–1925) tenor
- Kiss Dezső (1833 v. 1853–1921) tenor
- Kiss Edit (20. század első fele)
- Kiss Péter (1958–) tenor
- Kiss Tivadar (1986–) tenor
- Otakar Klein (Klein Ottokár, 1974–) tenor
- Klucsik Géza
- Klug Ferenc (Franz Klug, 20. század közepe)
- Kobler Elza (1877–?) szoprán
- Kóbor Tamás (1979–) tenor
- Kolonich János
- Kolonits Klára (1969 [?1973]–) szoprán
- Koltay Valéria (1925–1998) szoprán
- Komáromi László dr. (?–1988)
- Komáromi Mariska (1864–1936) szoprán
- Komáromy Pál (1892–1966) basszbariton
- Komlósi Ildikó (1959–) mezzoszoprán
- Komlóssy Erzsébet (1933–2014) mezzoszoprán
- szelecsényi Komlóssy Paulina (1820–1860 után) mezzoszoprán
- Kompolthy Györgyi
- Koncsek Viktória (1868–1915) alt
- Kónya Krisztina (1976–) szoprán
- Kónya Lajos (1939–) bariton
- Kónya Sándor (1923–2002) tenor
- Koralek Paula (Paola Koralek, 1876–1924) szoprán
- Korcsmáros Péter (1945–) tenor
- Korbay Ferenc (Francis Korbay, 1846–1913) tenor, zeneszerző
- Korcsek Leopoldina (Bellagh Korcsek, 1830 k.–1875 után)
- Kordin Mariska (?–1915) szoprán
- Koréh Endre (1906–1960) basszus
- Kornay Richárd (1870–1931) basszus, filmszínész
- Kóródi Anikó Zsuzsanna (1954–) szoprán
- Korondi Anna (1969–) szoprán
- Korondi György (1936–2015) tenor
- Kosáry Emmi (1889–1964) koloratúrszoprán, színésznő
- Koszó István (1923 ?–) basszus
- Kocsis Irma, Kotsis (1847–1920) mezzoszoprán
- Kovács Annamária (1962–) alt
- Kovács Beáta
- Kovács Eszter (1940–) szoprán
- Kovács Éva szoprán
- Kovács István (1972–) basszus
- Kovács József (1946–2010) tenor
- Kovács Pál (1952–) bariton
- Kovács Péter
- Kovácsházi István (1967–) tenor
- Kováts Jolán
- Kováts Károly (1883–1934)
- Kováts Kolos (1948–) basszus
- Kozma Lajos (1938–2007) tenor
- Környey Béla (1875–1925) bariton, hőstenor
- Kőrössi Anni (1922–) szoprán; operetténekes és színésznő is
- Kőszeghy Károly (Purth, 1820–1891) bariton
- Kőszegi Teréz (1901–1982)
- Kővári Anikó (1942–) mezzoszoprán
- Kövecses Béla (1919–2000) tenor
- Kracsmer Sándor (19. század második fele)
- V. Krammer Teréz (1868–1934) drámai szoprán
- Kriszta Kinga (1980–) szoprán
- Kroó Margit (1897–?1994)
- Kulcsár Juliska (1895–1977)
- Kukely Júlia (1953–2017) szoprán
- Kuncz László előadóművész is
- Kunsági Kálmán (1936–2017) tenor
- Külkey László (1926–2011) tenor

## L
- Gerard Laboch (?–1977)

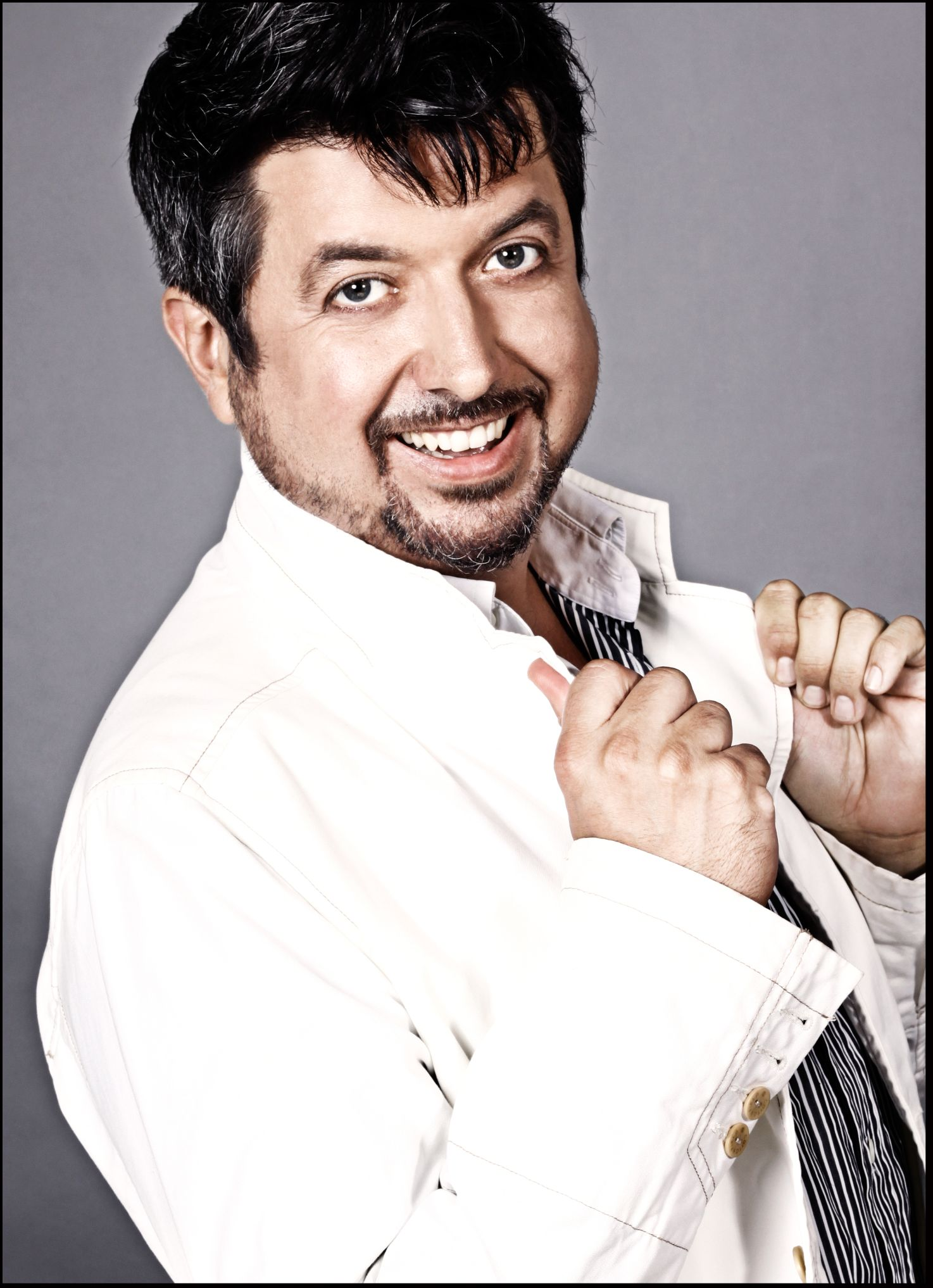
László Boldizsár

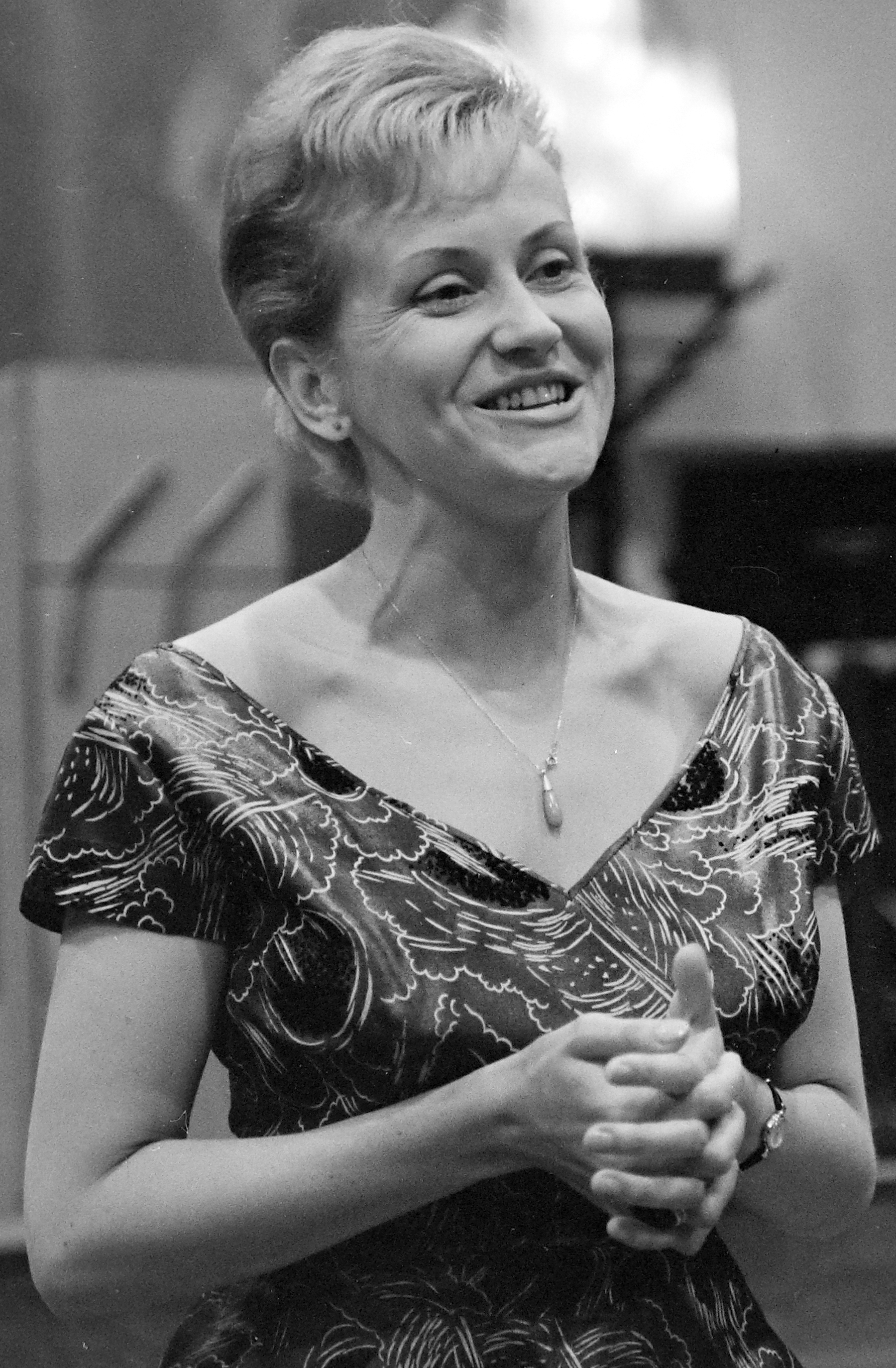
Lehoczky Éva

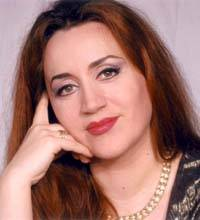
Lukács Gyöngyi

- Laborfalvy Soós Béla (1969–) bariton
- Laczák Boglárka (1981–) mezzoszoprán
- Laczkó Mária (1914–1984) drámai szoprán
- Laczó András (1954–) tenor
- Laczó Ildikó (1945–) szoprán
- Laczó István (1904–1965) tenor
- Ladányi Ilona (Ladányi Ilonka, 1904–1952) szoprán
- Ladányi Mariska (Szántóné, 1884–?)
- Lády Zsuzsa (1925-2014) koloratúrszoprán
- Lakatos Sándor (20. század első fele)
- Laki Krisztina (1944–) koloratúrszoprán
- Láng Fülöp (1838–1900) bariton
- Lángh Paulina (1820–1849)
- Lángh Paulina (1843–?) koloratúrszoprán
- Asunción Lantes (Lantes Assunta, 19. század második fele)
- Láposi Dániel (1933–) tenor
- Vincenzo Larizza (Larizza Vince, 1862–1902) tenor
- László Boldizsár (1969–) tenor
- László Magda (1919–2002) szoprán
- László Margit (1931–) szoprán
- dr. Laurisin Lajos (1897–1977) tenor
- Layer Mária (20. század első fele)
- Leblanc Győző (1947–) tenor
- Ledovszky Gizella (Ledofszky, Ledovsky, 1876–1963)
- Lehman Ferenc (19. század második fele)
- Lehoczky Éva (1925–2016) koloratúrszoprán
- Lendvai Andor (Lendvay, 1901–1964) bariton
- Lengyel Gábor (1962–) tenor, súgó is
- Lengyel Ildikó (1935–) mezzoszoprán
- Létay Kiss Gabriella (1970–)
- Liebhardt Lujza (1828–1899) szoprán
- Littasy György (1912–1996) basszus
- Cecília Lloyd (Péter Cecília, 21. század)
- Lorencz Kornélia (1919–2003) szoprán
- Lory Andrea (1963–) szoprán
- Losonczy György (1905–1972) basszbariton
- Lóránt György (Georg Lorant, 20. század közepe)
- Lózsy-Bíró János (1946–) basszbariton
- Lőrincz Zsuzsa (1918–) mezzoszoprán
- Lőrinczy Vilma (1900–1988) szoprán
- Lukács Gyöngyi (Georgina Lukács, 1967–) szoprán
- Lukács László (20. század második fele)
- Lukin Márta (1956–) mezzoszoprán
- Giovanni Lunardi (1872–1972)

## M

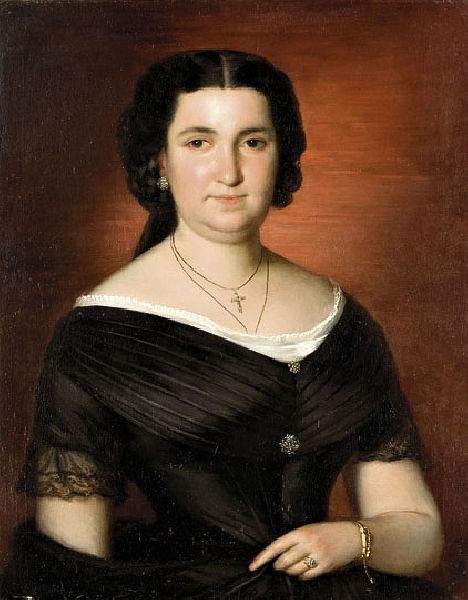
Markovits Ilka (Kovács Mihály)

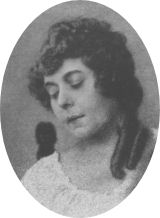
Medek Anna

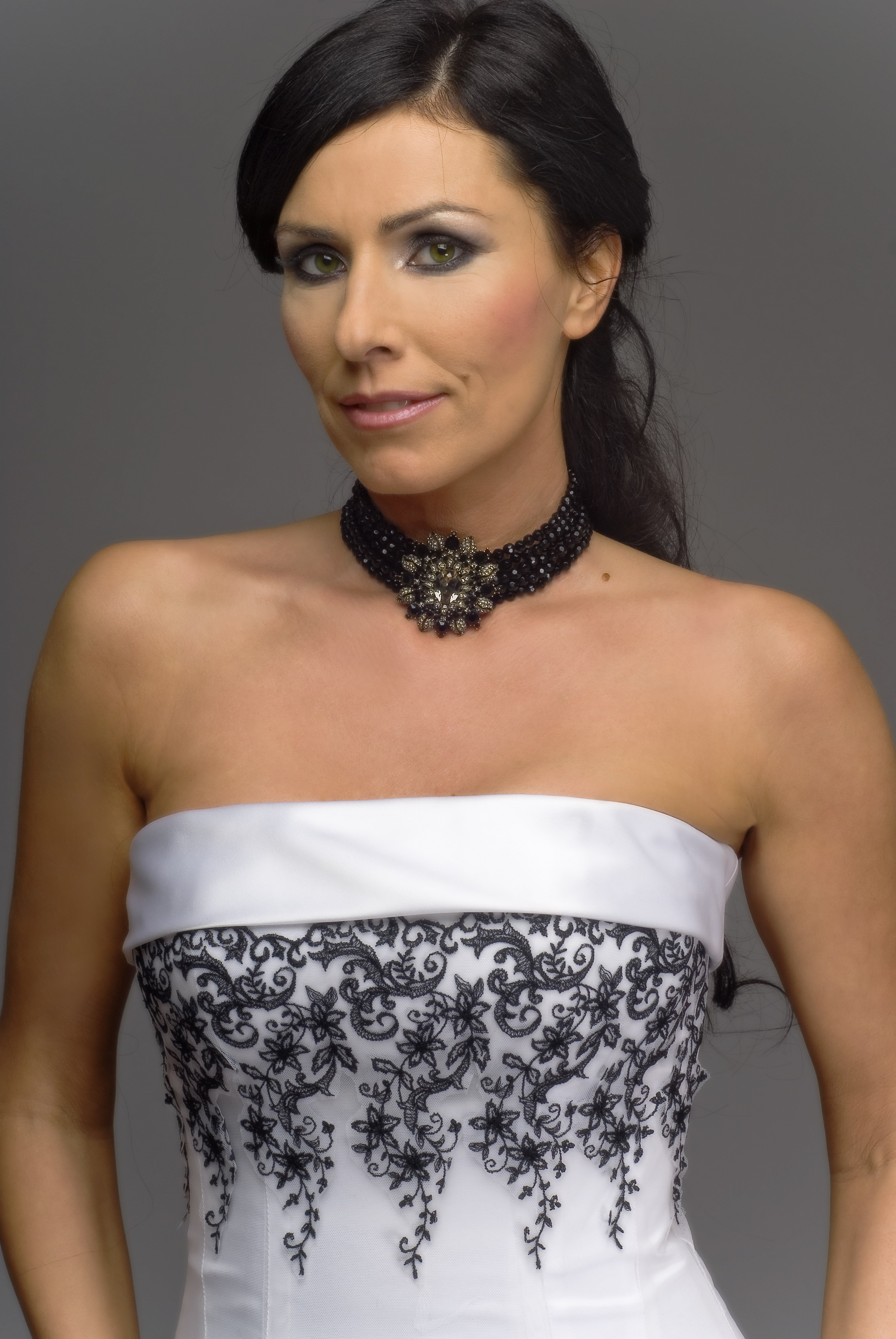
Miklósa Erika

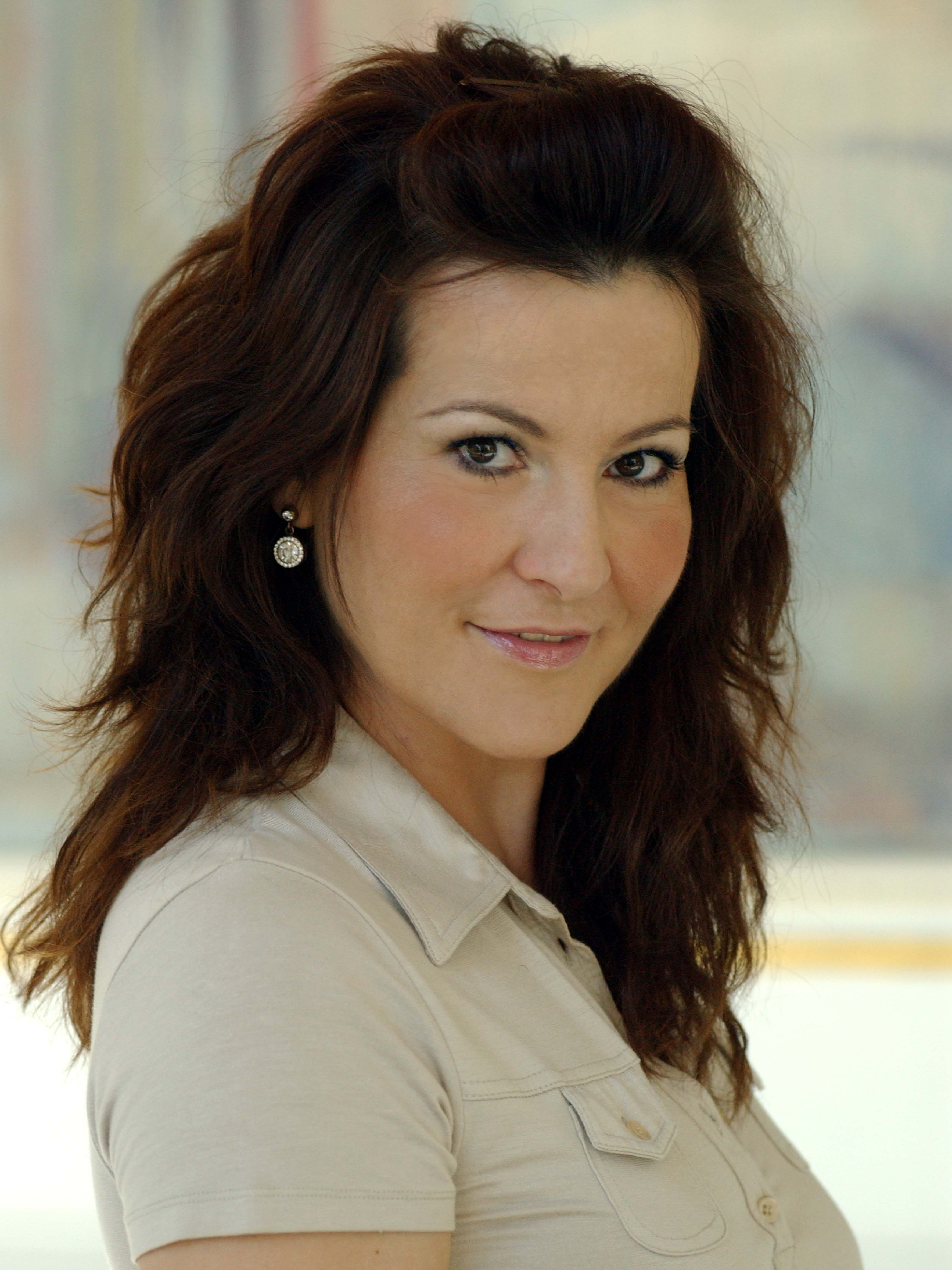
Miksch Adrienn

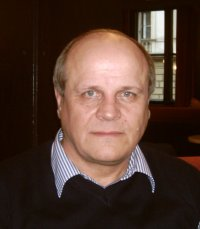
Molnár András

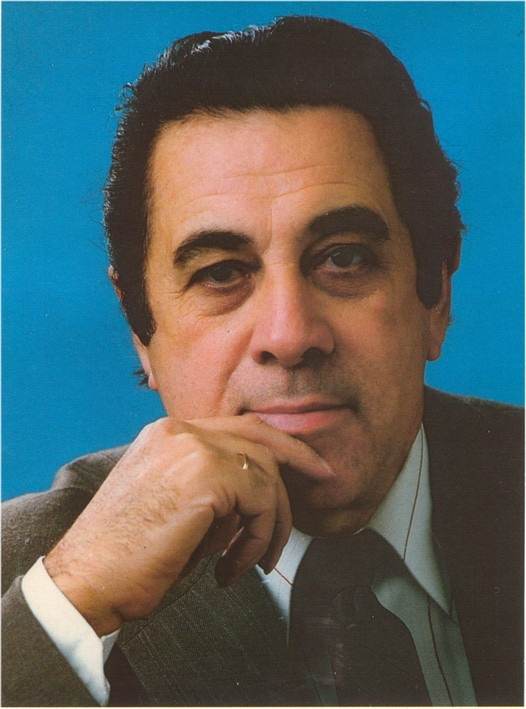
Mucsi Sándor

- Maczek Erzsébet (20. század első fele)
- Magyar Róbert (1957–) basszus
- Maleczky Bianca (1889–1946) szoprán
- Maleczky Oszkár (1894–1972) bariton
- Maleczky Vilmos (1845–1924) hősbariton
- Maleczkyné Ellinger Jozefa (1852–1920) szoprán
- Mándi Lipót (Mandl, 1860–?)
- Manheit Jakab (Jakob Manheit, 1859–1918) bariton
- Mányai Zsigmond (Mandl, 1877–1922) bariton
- Marczis Demeter (1931–2008) basszus
- Márk László (1944–) lírai tenor
- Markovics Erika (1960–) szoprán
- Markovits Ilka (1839–1915) koloratúrszoprán
- Maros Gábor (1947–) tenor
- Marsay Magda (1927–2012) koloratúrszoprán
- Marschalkó Rózsi (1890–1967) mezzoszoprán
- Martin János (1947–) bariton
- Marton Éva (1943–) szoprán
- Massányi Viktor (1967–2016) bariton
- Máté Rózsi
- Máthé Jolán (1913–1988)
- Mátrai Dezső (Novák Dezső, Desider Matray, 1872–?) tenor
- Mátrai Ferenc (1922–2003) tenor
- Mátyás Mária (1924–1999) szoprán
- Mavrák Béla (1966–) tenor
- May-Münster Kornélia (1875–1913)
- Medek Anna (1885–1960) drámai szoprán
- medveczei és kisbeszterczei Medveczky Bella (Detre Lászlóné, 1897–1969) mezzoszoprán
- Megyesi Zoltán (1975–) tenor, matematikus
- Megyesi Schwartz Lúcia (1970–) mezzoszoprán
- Meláth Andrea (1968–) mezzoszoprán
- Melis György (1923–2009) bariton
- Merán Bálint (1971–) bariton
- Mercs Angéla (1976–) szoprán
- Mére Ottilia (1931–1987)
- Mersei Miklós (1941–2020) bariton
- Mester Viktória (1977–) mezzoszoprán
- Mészáros János Elek (1971–) tenor
- Mészáros Sándor (1929–) basszus
- Mészöly Katalin (1944–) mezzoszoprán
- Micsey Józsa (1894–1974 után) szoprán
- Miesner Margit
- Mihályi Ernő (1869–1949)
- Mihályi Ferenc (1858–1942) bariton
- Miklós Erika
- Miklósa Erika (1971–) szoprán
- Miklósi Anna (Sivók Irén, 1962–) szoprán, színésznő
- Miklóssy Irén Mária (1908–1978) szoprán
- Miksch Adrienn szoprán
- Miller Lajos (1940–) bariton
- Mindszenti Ödön (Szvoboda, 1908–1955) bariton
- Misura Zsuzsa (1948–) szoprán
- Mitilineou Cleo (1975–) görög-ciprusi, szoprán
- Mochonaky Amália (Paksyné, Mochovszky, 1821–1866) szoprán
- Mogyoróssy Nina (19. század) szoprán
- Moldován Stefánia (1931–2012) szoprán
- Molnár András (1948–) tenor
- V. Molnár Judit (?–) szoprán
- Molnár Leopoldina (19. század) szoprán
- Molnár Levente (1983–) bariton
- Molnár Miklós (1930–1981) basszus
- Molnár Zsolt (1971–) bariton
- Mondok Yvette szoprán
- Mucsi Sándor (1926–2006) tenor
- Mukk József (1962–) tenor
- Murár Györgyi (1959–) szoprán
- Müller Irma (1870–1892) korrepetitor is

## N
- Nádas Tibor (1918–1995) basszus
- Nádasdi Rózsa
- Náday Ilona (1874–1949)
- Nádayné Widmár Katalin (1851–1935) szoprán
- Nádor Magda (1955–) koloratúrszoprán
- Nagy Izabella (1896–1960) mezzoszoprán
- B. Nagy János (1940–2007) tenor
- Nagy Katalin (1937–) mezzoszoprán
- Nagy Margit (1902–1941) szoprán
- Nagyági Marianna (1966–) szoprán
- Nagypál László (1915–1982) tenor/bariton
- Neményi Lili (1902–1988) szoprán
- Németh Alice (1929–) szoprán
- Németh Anna (1908–1990) alt
- Németh Gábor (1948–) bariton
- Németh József (1930–) tenor
- Németh József (1942–) bariton
- Németh Judit (1963–) mezzoszoprán
- Németh Mária (1897–1967) szoprán
- Némethy Ella (1895–1961) drámai mezzoszoprán
- Ney Bernát (1863–1938) bariton
- Ney Dávid (1842–1905) basszbariton
- Ney Dávid (1905–1945) tenor
- Ney Hermin (1875–1945) szoprán, banktisztviselő is
- Nógrádi Gergely (1971–)
- Novák Dezső → Mátrai Dezső

## Ny
- Nyári Zoltán (1970–) tenor

## O, Ó
- Ocskay Kornél (1885–1963) tenor
- pacséri Odry Attila (1880–1938)
- pacséri Odry Lehel (Audry, 1837–1920) bariton
- Ókovács Szilveszter (1969–) bariton
- Ónody Márta (1937–)
- Onder Ágnes (1975) drámai koloratúrszoprán
- Carlotta Ordassy (Ordassy Sarolta/Sári, 1921–2006) szoprán, mezzoszoprán
- Ormay Ferenc (1833–1876) színész, író, műfordító
- Orosz Júlia (1908–1997) szoprán
- Osváth Júlia (1908–1994) koloratúrszoprán
- Maria Otto-Trąmpczyńska (1875–1967)

## Ö, Ő
- Örley Flóra (1861–?)
- Ötvös Csaba (1943–) bariton
- Ötvös Csilla (1947–) szoprán

## P
- Páka Jolán (1920–2005) szoprán

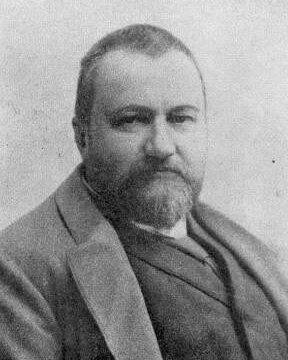
Pállik Béla

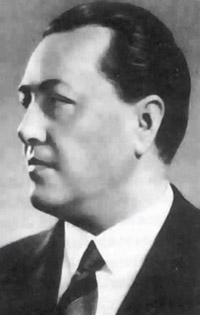
Pataky Kálmán

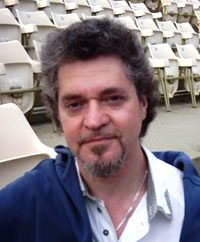
Perencz Béla

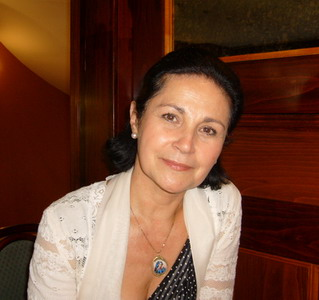
Pitti Katalin

- Palánkay Klára (1921–2007) mezzoszoprán
- Palay Matild (1891–1932) szoprán
- Palcsó Sándor (1929–) tenor
- Palerdi András basszus
- Pálfi Endre (1920–) bariton
- Pállik Béla (1845–1908) festő is
- Páll Levente (1985–) basszus
- Palló Imre dr. (1891–1978) bariton
- Pallos Gyöngyi (1940–) szoprán
- Palócz László (1921–2003) bariton
- Pálos Imre (Paikert, Pálos-Paikert, 1917–1997) tenor
- Palotay Árpád (1885–1950) basszus, rendező
- Pálóczyné F. Berta (Fabianek Berta, 1869–?)
- Pánczél Éva (1961–) mezzoszoprán
- Papp Júlia (1916–1989) szoprán
- Papp C. László (Pavel Constantin, 1884–1945) tenor
- Pászthory Melinda (1937–) koloratúrszoprán
- Pászthy Júlia (1947–) szoprán
- Pasztircsák Polina (1982–) szoprán
- Pataki Adorján (1981–) tenor
- Pataki Antal (1958–) tenor
- Pataki Bence (1990–) basszus
- Pataki-Potyók Dániel (Daniel Pataky) tenor
- Pataky Kálmán (Koloman von Pataky, 1896–1964) tenor
- Pauli Richárd (1835–1901) tenor
- Pavlánszky Edina (1916 [?1923]–1995)) szoprán
- Payer Margit (1875–1951)
- Péchy Erzsi (1888–1933)
- Pelle Erzsébet (1947–2012) szoprán
- Pelles Júlia mezzoszoprán
- Penninger Antal (1909–1974)
- Perencz Béla bariton
- Perotti Gyula (1841–1900) tenor
- Pesti Emese (21. század) szoprán
- Péter Anikó (1966–) szoprán
- Petri Miklós (1926–2013) bariton, operai ügyelő
- Petri Kató (Petry, Petrusek, 1902–1960) szoprán
- Pewny Irén (Futtakyné, 1866–1916) szoprán
- Pewny Olga
- Pichler Elemér (1874?–?) tenor, fuvolaművész
- Pilinszky Géza (1892–1970) hőstenor, brácsaművész, zeneszerző
- Pilinszky Zsigmond (1883–1957) hőstenor
- Pintér Edina (1980–) koloratúrszoprán
- Pitti Katalin (1951–) szoprán
- Pócza Ella (Vaszy Viktorné, 1911–1985)
- Pogány Ferenc (1888–1946) bariton
- Póka Balázs (1947–) bariton
- Póka Eszter (1944–2015) alt
- Polgár László (1947–2010) basszus
- Poór Péter (1944–) bariton, táncdalénekes
- Posszert Emília (1888–1971)
- Henri Prévost (Prévost Henrik, Enrico Prevosti'', 1858–?) tenor
- Pusztai Sándor (1885–1945) bariton

## R

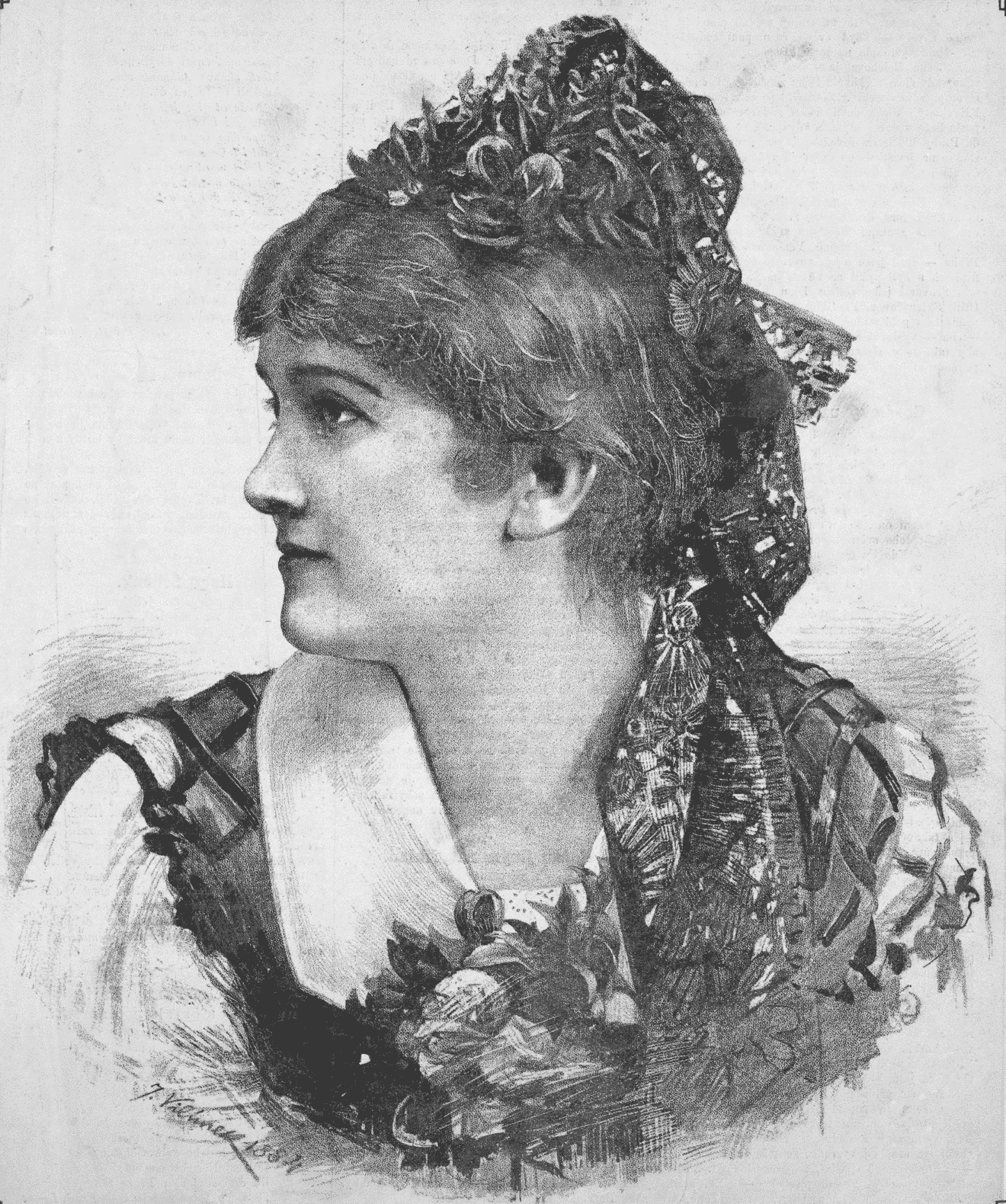
Reich Irma

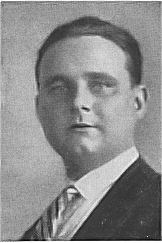
Rősler Endre

- Rabatinszky Mária (1842–?) szoprán
- Rácz Imre (1886–?)
- Rácz István (1963–) basszus
- Rácz Rita (1979–) szoprán
- Radics Magda (20. század második ffele)
- Raditz Célia (Radics, 1866–?)
- Radnai Erzsi (Rosenberg, 1900–83) mezzoszoprán
- Radnai György (1920–1977) bariton
- Raffay Erzsi (Raffai Erzsébet, 1913–2006) szoprán
- Rajna András (1925–2017)
- Rálik Szilvia szoprán
- Ráskay Gizella (1907–1993)
- Raskó Magda (1919–1992)
- Reich Irma (Irma Reichová, 1859–1930) szoprán
- Relle Gabriella (1902–1975) szoprán
- Reményi Sándor (1915–1980) bariton
- Remsey Győző (Viktor/Victor Remsey, 1925–1982) lírai tenor
- Réthy Eszter (Esther Réthy, 1912–2004) szoprán
- Réti Attila (1964–)
- Réti Csaba (1936–2009) tenor
- Réti József (1925–1973) tenor
- Rézbányai László (Ladislaus Reser, 1939–) tenor, entomológus
- Rezsnyák Róbert (1976–) bariton
- Rigó Magda (1910–1985) szoprán
- Lelia Risley (Eulalia Risley, 1856–1892)
- Rissay Pál (1911–1980) basszus
- Rohonyi Anikó (1942–) drámai szoprán
- Róka István (1941–) tenor
- Rost Andrea (1962–) szoprán
- Rothauser Katalin
- Rothauser Teréz (Therese Rothauser, 1865–1943)
- M. Rotter Gizella (1858–1928 után) szoprán
- Rózsa S. Lajos (1877 [?1879]–1922) bariton
- Rózsa Sándor (1945–) tenor
- Rózsa Vera (1921–2010) alt
- Rozsos István (1944–) tenor
- Rőser Orsolya Hajnalka (1977–) szoprán
- Rősler Endre (1904–1963) tenor
- Francesco Runcio (Runcio Ferenc, 19. század második fele)

## S
- Sáfár Mónika (1965–)
- Sáfár Orsolya szoprán
- Sámson Mária

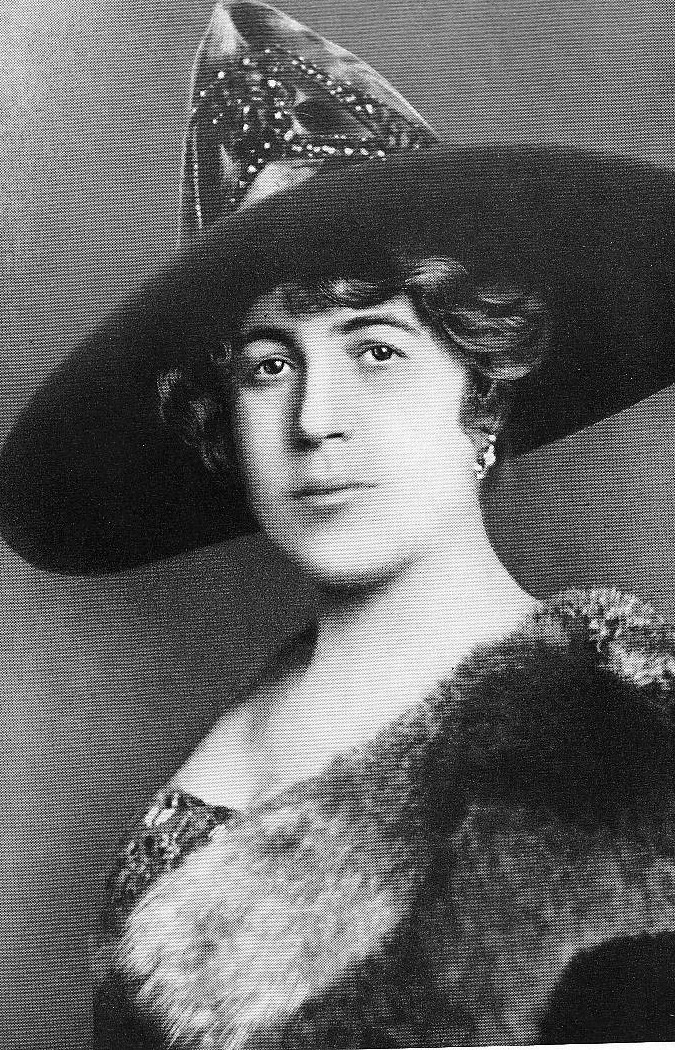
Sándor Erzsi

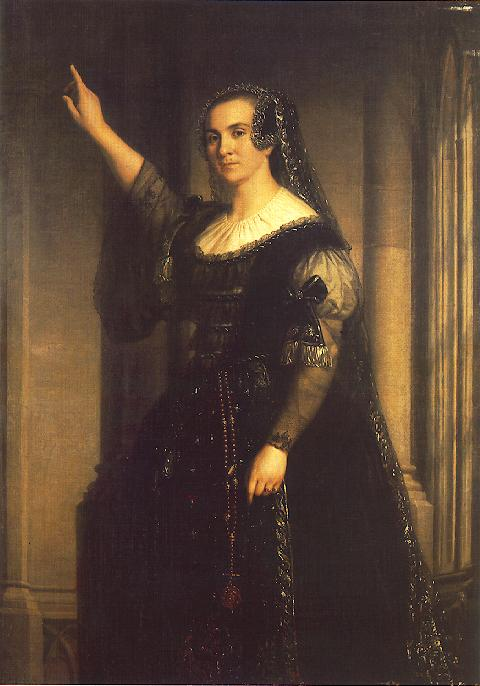
Schodelné Klein Rozália

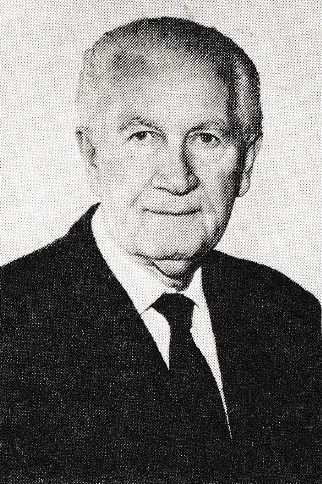
Simándy József

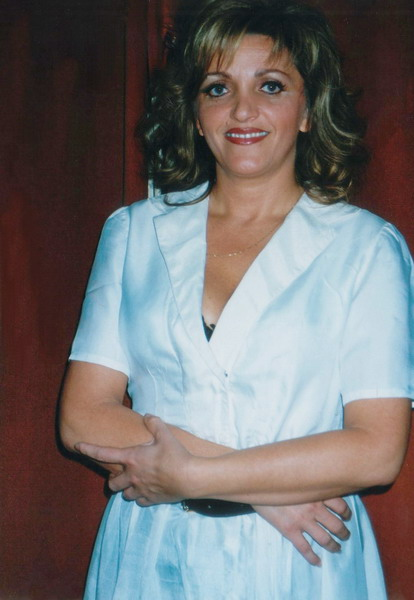
Sümegi Eszter

- Sándor Árpád (1978–) basszbariton [Kolozsvár]
- lókodi Sándor Erzsi (1885–1962) szoprán
- Sándor Judit (1923–2008) szoprán
- lókodi Sándor Mária (1892–1964) mezzoszoprán
- Sánta Jolán (1954–) alt
- Sárdy János (1907–1969) tenor
- Sárkány Kázmér (1954–) bariton
- Sáros Éva (Kuthy Tamásné, 1934–1970)
- Sárosi Andor (1885–1967) bariton
- Sass Sylvia (1951–) szoprán
- Sátorfi József (Zettelmann, 19. század) tenor
- Saxlehner Emma (1849–1938) alt
- Schiff Etel (1866–?) szoprán
- Schmidt Rezső
- Schodelné Klein Rozália (1811–1854) drámai koloratúrszoprán
- Schöck Atala alt
- Schwimmer János (1954–) basszus
- Scomparini Mária
- Sebeők Sári (1886–1952) drámai szoprán
- Sebestyén Miklós (1979–) basszus
- Sebestyén Sándor (1920–) bariton
- Sedlmair Zsófia
- semsei Semsey Mariska (1875–1931)
- Serák Márta
- Seregélly Katalin (1951–1980) alt
- Seyler Leona
- Shopp Jakab
- Signorini Ferenc
- Sik József (1855–1945)
- Sík Olga (1911–2007) alt
- dr. Sikolya István (1914–1986) lírai tenor
- Simándy József (1916–1997) tenor
- Simon Krisztina mezzoszoprán
- Sinkó György (1923–) basszus
- dr. Sipos Jenő (1910–2001) tenor
- Sipos Marianna (1983–) koloratúrszoprán
- Sólyom-Nagy Máté (1977–) bariton
- Sólyom-Nagy Sándor (1941–) bariton
- Somló József (1893–1954) tenor
- Somlyó Aranka (1892–1949 után) alt
- Somogyi Eszter (1958–) szoprán
- Somogyváry Lajos (1922–1997) tenor
- Spiegel Annie (1904–1980)
- Stéger Xavér Ferenc (1824–1911) tenor
- Stoll Gizella (1867–1936 után) szoprán
- Stoll Károly (1864–1922) lírai tenor, zeneszerző, rendező
- Stoll Péter (1813–1888) tenor
- Sudár Gyöngyvér Emese (1967–)
- Sudlik Mária (1942–2015) szoprán
- Supala Kolos (1940–2023) basszus, orvos
- Surányi Éva (1925–) mezzoszoprán
- Susnek Anna (1892–1968) szoprán
- Sümegi Eszter (1965–) szoprán
- Svéd Nóra (1927–1982) mezzoszoprán
- Svéd Sándor (1906–1979) bariton

## Sz

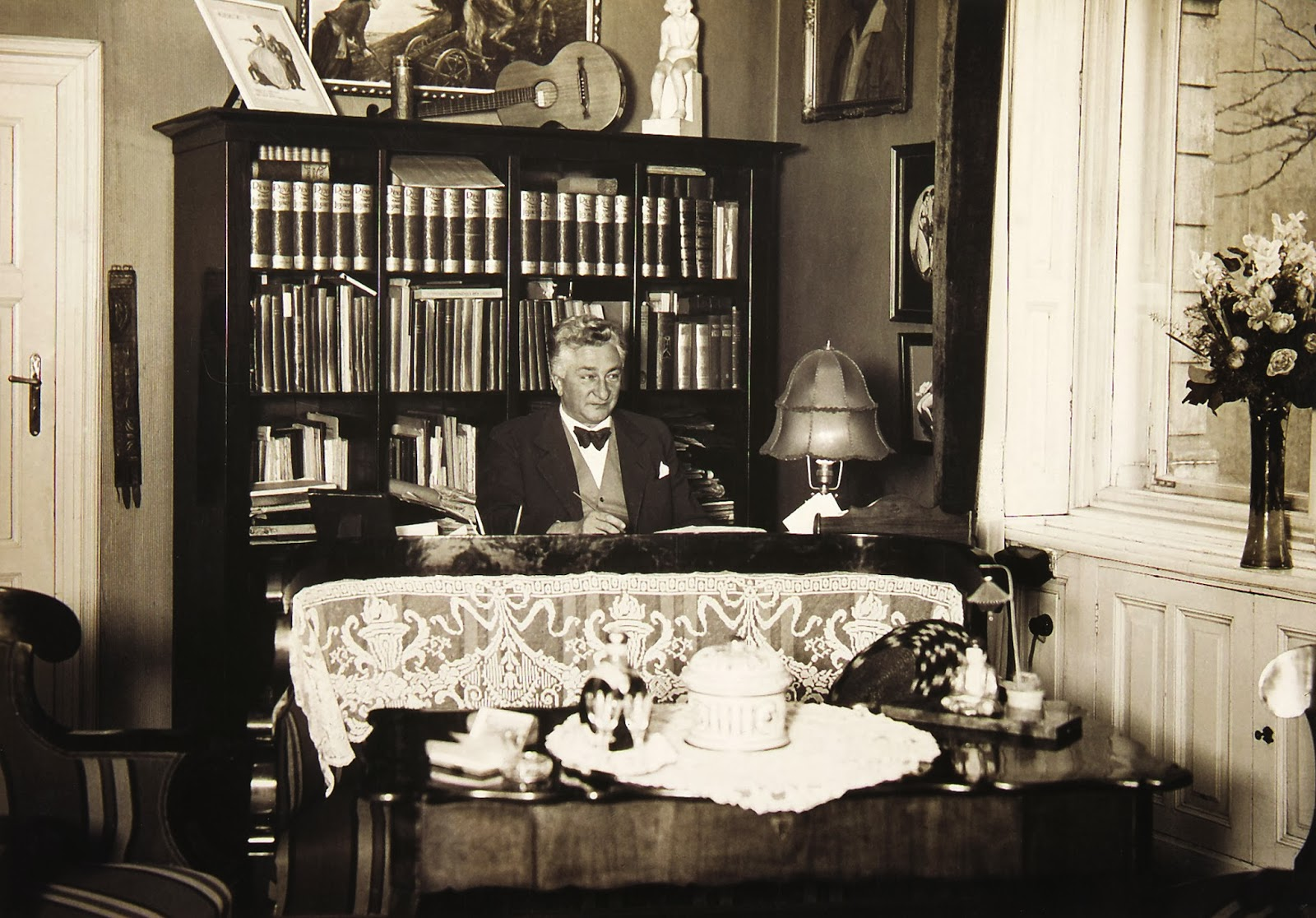
Dr. Székelyhidy Ferenc

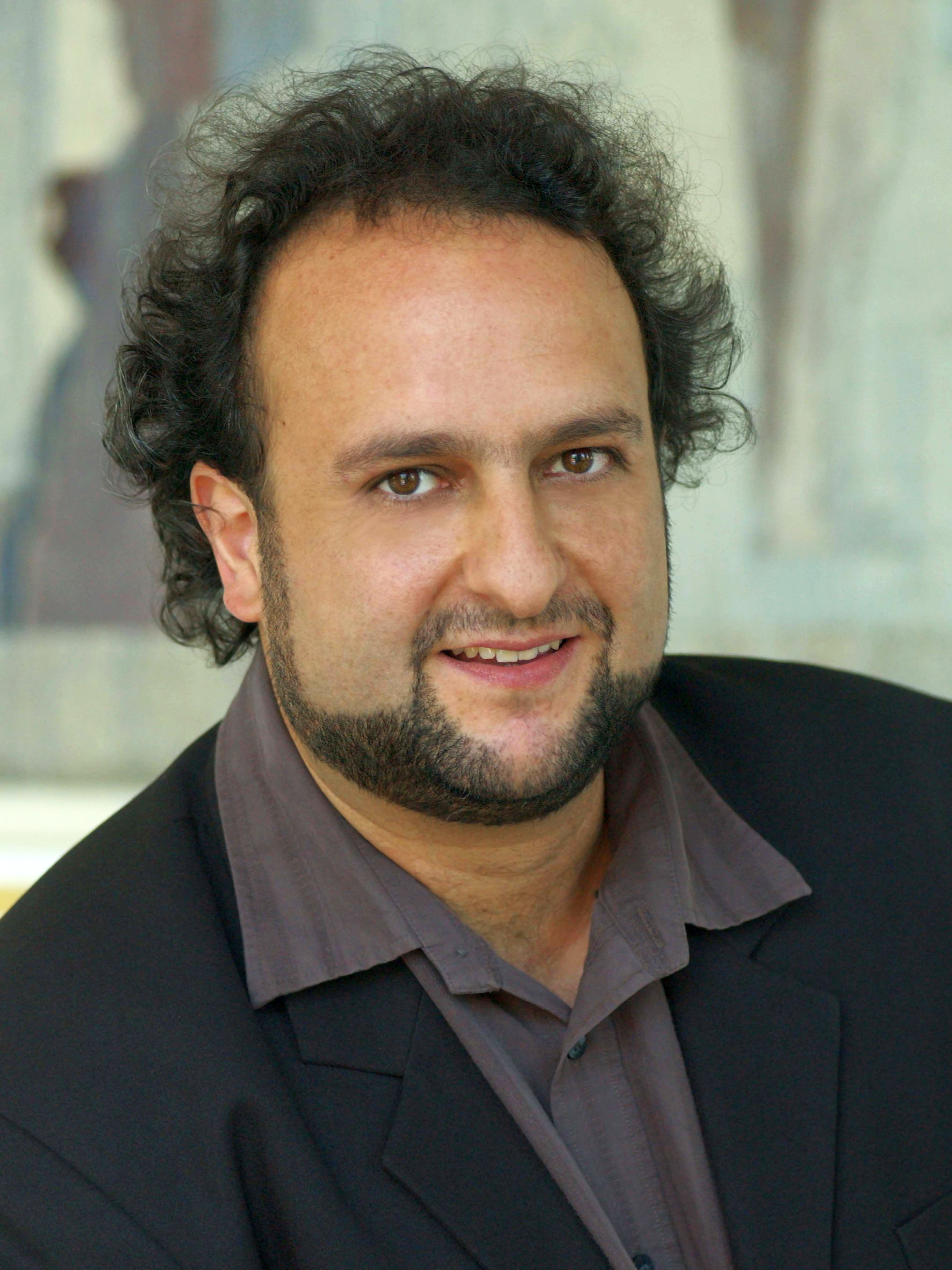
Szerekován János

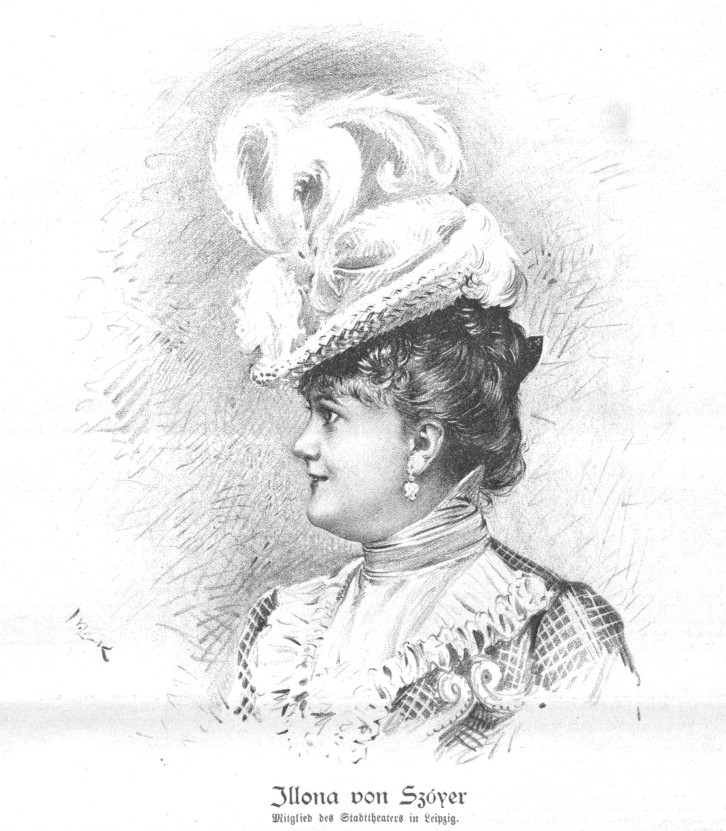
M. Szoyer Ilonka

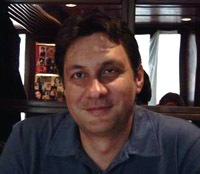
Szvétek László

- Szabadits Judit (Sápiné, 1937–2016) szoprán
- Szabó Anita (1937–2004) alt
- Szabó Gizi (Dellyné) (1910–2003) szoprán
- Szabó Ilonka (1911–1945) drámai és koloratúrszoprán
- Szabó Lujza (1904–1934) koloratúrszoprán
- Szabó Miklós (1909–1999) tenor
- Szabó Rózsa (1932–) szoprán
- Szabóki Tünde (1967–) szoprán
- Szalay Eszter (Mátisné, 1918–1991)
- Szalay Ilona (?–1981) műfordító is
- Szalma Ferenc (1923–2001) basszus
- Számadó Gabriella (1947–) mezzoszoprán
- Szamosi Elza (1884–1924) drámai szoprán
- Szánthó Enid (1906–1997) alt
- Szántó Gáspár (1874–1951) bariton
- Szántó Lili (1876–1953) alt
- Szappanos Tibor (1978–) tenor
- Szász Edith szoprán
- Sz. Bárdossy Ilona (1870–1933) szoprán
- Szécsi Máté (1978–) basszus
- Szecsődi Irén (1917–) szoprán
- Szedő Miklós (1898–1978) tenor
- Szegedi Csaba (1981–) bariton
- Szegffy Edit (Szegfi Edit/h/) (1908–1997)
- Szegleth Ferenc (1934–) tenor
- Szeibert István (1944–) tenor-briton
- Székely Mihály (1901–1963) basszus
- Székelyhidy Ferenc (1885–1954) tenor
- Szekeres Lajos (–1909 előtt) bariton
- Széki Sándor (1930–1993) bariton
- Szekrényessy Anna (1880–1945)
- Szekrényessy Gizella (1881–1920 ?)
- Szellő Lajos (1927–1992) tenor
- Szélpál Szilveszter basszus
- Szemere Árpád (Stosz, 1878–1933) lírai és buffó bariton, rendező
- Szemere Zita koloratúrszoprán
- Szemerédy Károly (1979–) bariton
- Szende Ferenc (1887–1955) basszbariton
- Szendrényi Katalin (1960–) szoprán
- Szendrői Lajos (Szabó, 1850–1919) basszus
- Szentmihályi Tibor (1896–1944) tenor
- Szepessy Beáta szoprán
- Szerdahelyi József (1804–1851)
- Szeredy Krisztina (Kristina Sztredová, 1979–) szoprán
- Szerekován János (1975–) tenor
- Szigeti László (1923) tenor
- Szigetiné Human Erzsi (1855–1920) szoprán
- Szigetvári Dávid (1984–) tenor
- Sziklai Szeréna (1879–1949) alt
- Sziklavári Szilárd (1980–2012) basszus
- Szilágyi Arabella (Spiegel Arabelle, 1861–1918) drámai szoprán
- Szilágyi Ferenc (1925–1910) tenor
- Szilágyi Károly (1943–) bariton
- Szilfai Márta (1951–) szoprán
- Szilvássy Margit (1910–1988) mezzoszoprán, érdemes művész (1966)
- Szirmay Márta (1939–2015) alt
- Szirovatka Károly → Balta Károly
- Szolnoki Apollónia mezzoszoprán
- Szomolányi János (1908–1962) bariton
- Szonda Éva (1958–) mezzoszoprán
- M. Szoyer Ilonka (1880–1956) drámai és koloratúrszoprán
- Szőnyi Ferenc (1926–1990) tenor
- Szőnyi Olga (1933–2013) mezzoszoprán
- Sztankovszky Miklós tenor
- Szűcs Árpád (?) tenor
- Szűcs Etel
- Szűcs László (1898–1990) tenor
- Szűcs Márta (1952–) szoprán
- Szügyi Kálmán (1888–1943) tenor
- Szüle Tamás (1952–) basszus
- Szvétek László (1967–) basszus

## T
- Takács Klára (1945–) mezzoszoprán
- Takács Mária (1948–) szoprán
- Takács Paula (1913–2003) szoprán
- Takács Tamara (1950–) alt
- Takáts Mihály (1861–1913) bariton
- Tallián János (1841–1902) basszus
- Tamás Endre (1950–) bariton
- Tamás Ilonka (1913–1943) szoprán
- Tamássy Éva (1933–) mezzoszoprán
- Tanner István (1828–1878) bariton
- Tannerné Szabó Róza/Rózsa (Erkel Sándorné, 1850–1922) mezzoszoprán
- Tarjányi Tamás tenor, színész
- Tarnay Gyula (1928–) tenor
- Tas Ildikó (1950–) alt
- Tasnády Mária
- Telek Albert (19. század) tenor
- Tély Róza (19. század) szoprán
- Temesi Mária (Tóth, 1957–) szoprán
- Térey Antónia (1844–1921) koloratúrszoprán
- Terebessy Éva (1945–) koloratúrszoprán
- Termeczky Franciska (?–1840) szoprán, színésznő
- Tessényi János (1931–1987) basszbariton
- Tibay Kriszta (1934–) mezzoszoprán
- Tihanyi Éva (?)
- Tihanyi Vilma (1894–1951) drámai szoprán
- Tihubel Lujza
- Tiszay Magda (1919–1989) alt, mezzoszoprán
- Tokody Ilona (1953–) szoprán
- K. Toperczer Ilka (1847–1876) szoprán
- Tordai Éva (1937–) szoprán
- id. Toronyi Gyula (1872–1945) tenor
- ifj. Toronyi Gyula (1896–1966) tenor
- Tóth Adrienn (?)
- Tóth Erzsébet (1901–?) szoprán
- Tóth János (1955–) bariton
- Tóth Lajos (1900–1986) bariton
- Tóth László
- Tóth Sándor (1925–1988) bariton
- Török Kment Ilona
- Traversz István (1855–1917) bariton
- Tréfás György (1931–) basszus
- Tréfás István
- Tremelli Vilma
- Trubin Beáta koloratúrszoprán
- Emma Turolla (1859–?) szoprán
- dr. Turpinszky Béla (1931–) tenor
- Turza Imre (1930-1980) bariton
- Tutsek Piroska (1905–1979) mezzoszoprán

## U, Ú
- Udvardy Tibor (1914–1981) tenor
- Udvarhelyi Miklós (1790–1864) basszus, színész, színigazgató, rendező
- Udvarhelyi Sándor (?–1885) basszus, színész
- Uher Zita (1914–2009) szoprán
- Ujvárosi Andrea mezzoszoprán
- Ulbrich Andrea (1964–) mezzoszoprán
- Unger Karolina (Carlotta Ungher, ?1800–1877) alt
- Peter Unkel (1880–1942) tenor
- Urbán-Nagy Róbert (1972–) tenor
- Maria Teresa Uribe (1949–) chilei szoprán
- Usetty Józsa (?–1930) szoprán

## Ü, Ű
- Ürmössy Imre (1959–) basszus
- Ütő Endre (1937–2017) basszus

## V
- Vadas Kiss László (1924–1999) tenor
- Vadász Dániel (1974–) tenor
- Vághelyi Gábor (1944–) bariton
- Vágó Boriska
- Vajda Dezső (1922–1989) basszus
- Vajda Júlia (1957–) szoprán

- Vajda Panni (1903–1995)
- Vajk György (1954-) tenor
- Válent Vilma (1867–1918) alt
- Valentin Lajos (1850–1932) tenor
- Valter Ferenc (1961–) basszus
- Vámos Ágnes (1926–2016) szoprán
- Vangel Ferenc (Wangel, ?–1859)
- Váradi Ili (?–1945)
- Váradi Margit (1873–1942) alt
- Váradi Marianna (1966–) szoprán
- Váradi Zita (1969–) szoprán
- Várady Júlia (1941–) szoprán
- Várady Sándor (1863–1913) bariton

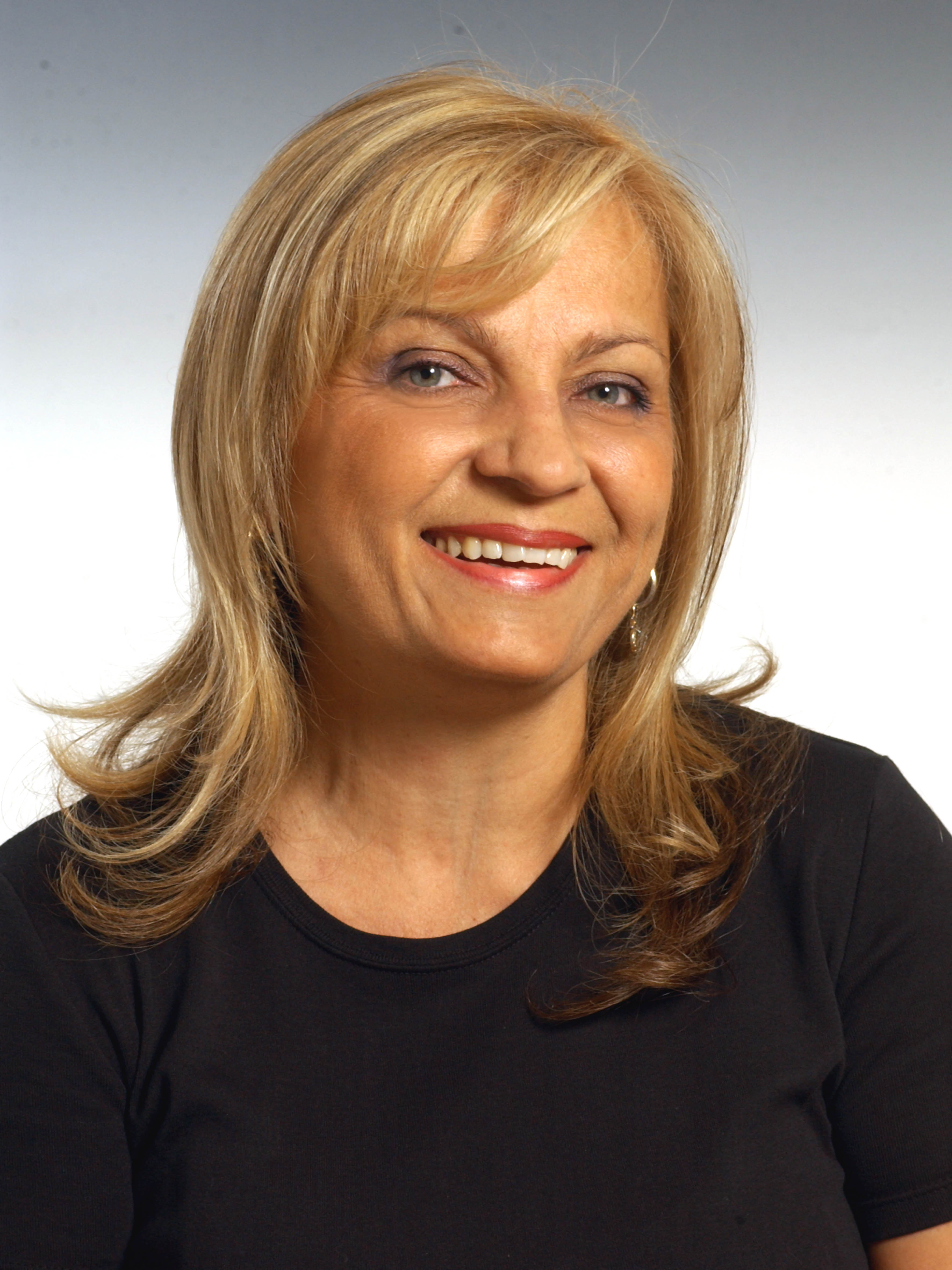
Vajda Júlia

- Váray Ferenc (Dolleschall, ?–1884) basszus, zeneszerző
- Varga András (1928–1992)
- Varga Ildikó
- Varga Magda (1922–2015) mezzoszoprán
- Varga Viktória koloratúrszoprán
- Várhelyi Endre (1924–1979) basszbariton, érdemes művész (1978)
- Várhelyi Éva mezzoszoprán
- Várkonyi Flórián (Várkonyi Flóris, 1881–1913 után)
- Váry Zsuzsa szoprán
- Varnay Asztrid (1918–2006) drámai szoprán
- Varsányi Mária (1945–) mezzoszoprán
- Vásáry André (1982–) férfi szoprán
- Vasquez Italia (Vasquez-Molina, Vasquez de Molina, Ucelli, 1869–1944) szoprán
- Vécsei Géza (1868–1906)
- Venczell Béla (1882–1945) basszus
- Verebics Ibolya (1986–) mezzoszoprán
- Veress Gyula (1926–1992) basszus
- Veres Sándor (Róth Mór, 1859–1913) bariton
- Vermes Jenő (1894–1970) basszus
- Vermes Tímea
- Vidmár Erzsébet koloratúrszoprán
- Virágh Ilona (?–1973) mezzoszoprán
- Virágos Mihály (1918–2007) bariton
- Vitéz Tibor (1902–1972) basszus, rendező, író
- Vizin Viktória mezzoszoprán, alt
- Pavao Vlahović (Paolo Marion, Vlahovts Pál, 1891–1962) tenor
- Vörös Szilvia (1988–) mezzoszoprán

## W
- Wágner Adrienn (1985–)

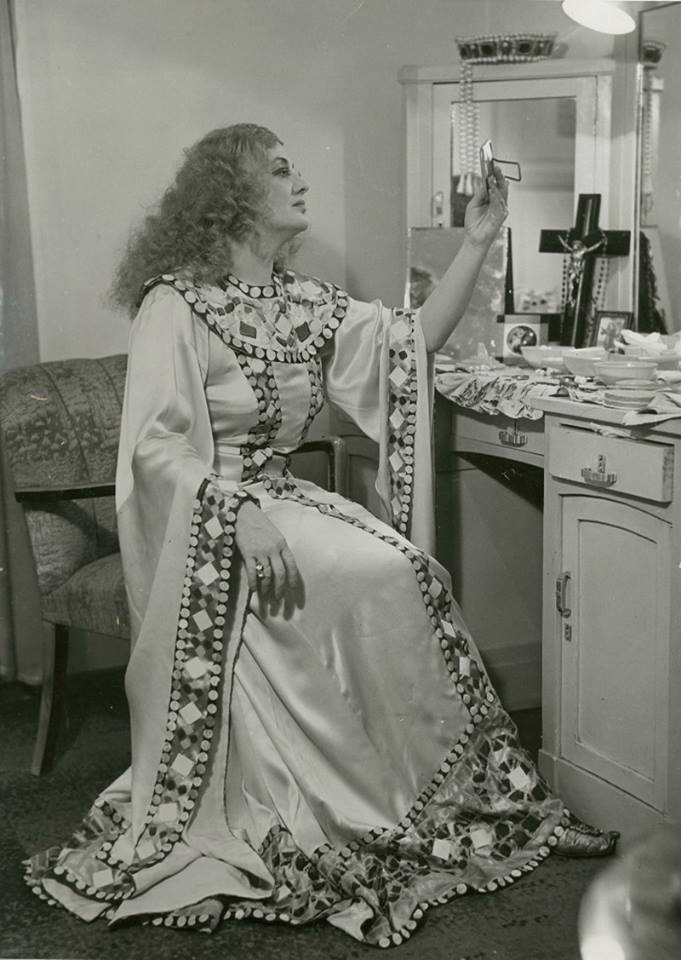
R. Walter Rózsi

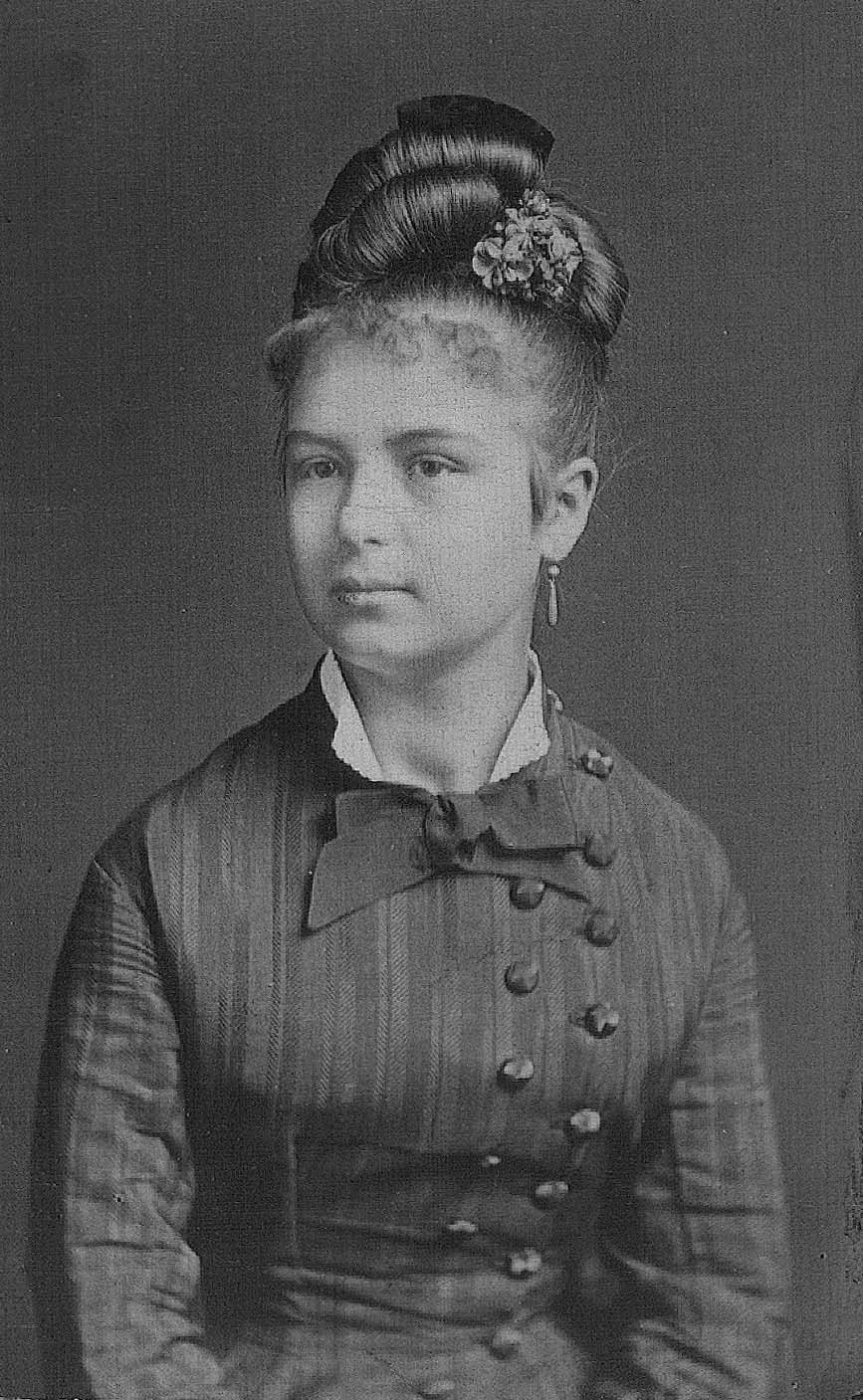
Ábrányiné Wein Margit

- Wagner Erzsi (20. század első fele)
- Wágner József (1915–1991) tenor
- Wagner Lajos (1952–)
- Waldmann Ignác (?)
- Walter Rózsi (1899–1974) szoprán
- Warga Lívia (1913–1988) szoprán
- Wein Margit (Ábrányiné, 1861–1948) szoprán
- Wendler Attila (1959–) tenor
- Wiedemann Bernadett (1969–) mezzoszoprán
- Wierdl Eszter (1974–) szoprán
- Wilkovits Kató (1919–) mezzoszoprán
- Wlassák Vilma (1869–?) szoprán
- Wurda József (1807–1870) tenor

## Y
- Young Frigyes (19. század)

## Z
- Záborszkyné Ilona (Záborszkyné B. Ilona, Butra Ilona, 1878–1943 után) szoprán
- Zádor Dezső (Desider Zádor, 1873–1931) bariton
- Zádorfalvy Margit (20. század második fele) koloratúrszoprán
- Zajonghy Elemér (1845–1899) tenor
- Zavaros Eszter (1982–) szoprán
- Závodszky Zoltán (1892–1976) tenor
- Zempléni Mária (1949–) szoprán
- Zentai Anna (1924–) szoprán, színésznő, érdemes művész (1968)
- Zilahiné Singhoffer Vilma (Zilahi/Zilahy Gyuláné, 1873–1918) szoprán
- Zöld Ildikó (1946–) szoprán

## Zs
- Zsadon Andrea (1946–)
- Zsigmond Gabriella (1943–2008) alt
- Zsivora József (1809–1887) basszus, színész, műfordító
- osdolai Zsögön Lenke (Laczó Istvánné, 1906–95) szoprán